# Herzogtum Westfalen
Das Herzogtum Westfalen war ein Territorium im Heiligen Römischen Reich Deutscher Nation und gehörte bis 1803 zu Kurköln. Das Herzogtum lag im Süden der Westfälischen Bucht. Neben den fruchtbaren Ebenen der Hellwegbörden gehörte ein beträchtlicher Teil des Sauerlandes zum Herzogtum.
Ursprünglich war das Gebiet ein Teil des Stammesherzogtums Sachsen. Dessen Teilung und die Übertragung der Herzogswürde für den westfälischen Teil an Philipp von Heinsberg, den Erzbischof von Köln, auf dem Hoftag zu Gelnhausen des Jahres 1180 war die zentrale Voraussetzung für die Entstehung des Landes. Über einen längeren Zeitraum hinweg entwickelten die Erzbischöfe aus den ursprünglichen Herzogsrechten, die vor allem eine Herrschaft über Menschen war, eine Landesherrschaft über ein geschlossenes Territorium. So besaßen die Erzbischöfe zunächst nur verstreute Gebiete insbesondere im Norden und Osten sowie im Südwesten, die durch den Erwerb der dazwischen liegenden Grafschaft Arnsberg 1368 verbunden wurden. Die territoriale Entwicklung war nach der Soester Fehde im 15. Jahrhundert abgeschlossen, und das Territorium blieb bis zum Ende des Heiligen Römischen Reichs weitgehend unverändert.
Das Land war staatsrechtlich eine Besonderheit, weil das Gebiet nur insofern ein geistliches Territorium war, als der Kölner Kurfürst als Herzog von Westfalen Landesherr war. Wie das Vest Recklinghausen blieb es ein vom Erzstift Köln getrenntes eigenständiges Territorium. Die Versuche, eine Landverbindung durch den Erwerb der Grafschaften Mark und Berg zu schaffen, scheiterten zuletzt unter Erzbischof Dietrich von Moers.
Verfassungsrechtlich unterstand das Land zwar den Kölner Erzbischöfen und dem Kölner Domkapitel, in der Verfassungspraxis blieb es jedoch ein eigenständiges Territorium. Es gelang den beiden Ständen (adlige Ritterschaft und Städte) und hierbei insbesondere dem im Landtag vertretenen Adel, ein erhebliches Mitspracherecht durchzusetzen und auch gegen absolutistische Tendenzen im 17. und 18. Jahrhundert zu bewahren.

## Geographie

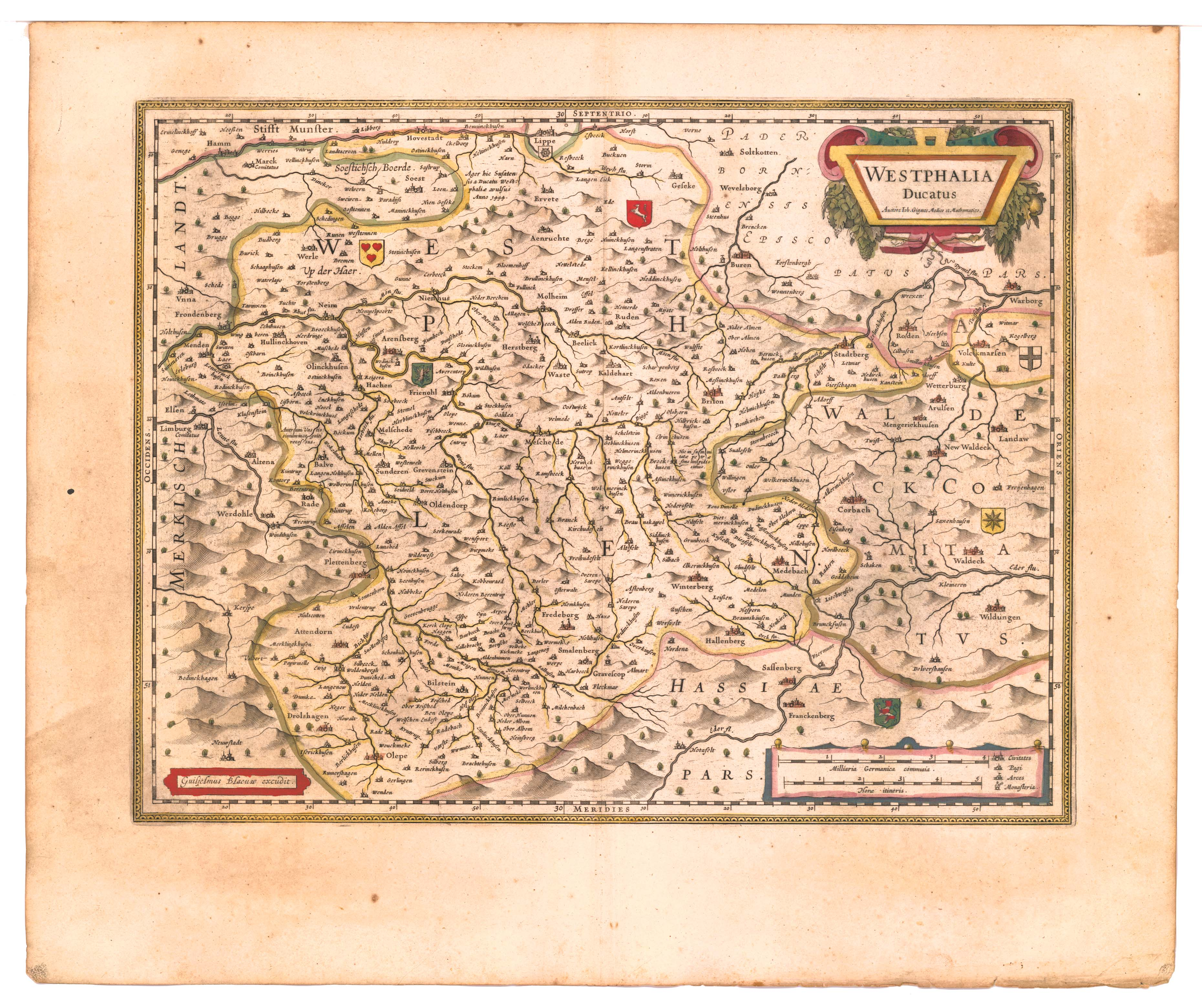
Westphalia Ducatus aus Theatrum Orbis Terrarum, sive Atlas Novus in quo Tabulæ et Descriptiones Omnium Regionum, Editæ a Guiljel et Ioanne Blaeu (1645)

Die Herrschaft umfasste Ende des 18. Jahrhunderts das Gebiet des heutigen Kreises Olpe und fast das gesamte Gebiet des Hochsauerlandkreises. Hinzu kamen weite Teile des heutigen Kreises Soest und auf dem Gebiet des heutigen märkischen Kreises die Stadtgebiete von Menden und Balve sowie der Ortsteil Sümmern von Iserlohn. Östlich der heutigen Grenzen Westfalens lag die Exklave Volkmarsen. Nicht hinzu gehörte das Gebiet der Stadt Lippstadt und seit der Soester Fehde das Gebiet um die Stadt Soest. Das Gebiet um Valbert war ein Kondominat der Grafschaft Mark und des Herzogtums Westfalen.
Das Herzogtum grenzte im Norden an die Lippe und damit an das Hochstift Münster. Nordöstlich lag das Hochstift Paderborn, südöstlich befanden sich Waldeck, Niederhessen und das hessische Hinterland, südlich die Grafschaft Wittgenstein und die Nassau-Siegener Besitzungen. Westlich grenzten das Wildenburger Land, das Herzogtum Berg sowie die Grafschaften Gimborn, Mark und Limburg an.
Der gebirgige Teil im Süden des Landes machte etwa 83 % der Gesamtfläche aus. Dieser sauerländische Teil des Herzogtums war reich an Wäldern und Metallvorkommen. Allerdings war er für den Ackerbau weniger geeignet. Ein kleinerer, nördlicher Teil mit den Städten Werl, Erwitte und Geseke, die durch den Hellweg verbunden wurden, lag in der Westfälischen Bucht. Die Hellwegbörden im Tiefland und der im Süden anschließende Haarstrang waren und sind sehr fruchtbar. In der Nähe von Werl, Westernkotten und Sassendorf lagen reiche Salzquellen.
Die Fläche betrug nach Berechnungen von Ludwig von Vincke zu Beginn des 19. Jahrhunderts 62 preußische Quadratmeilen. Dies sind 3488 km². Neuere Berechnungen ergaben ohne Berücksichtigung der Exklave Volkmarsen (etwa 30 km²) und des Kondominats Valbert (etwa 65 km²) eine Fläche von 3715 km². Damit war das Herzogtum deutlich größer als das Erzstift Köln selbst.

## Geschichte

### Das Kölnische Westfalen im Mittelalter

#### Westfalen und das Erzbistum Köln im Mittelalter
Die Beziehung der Kölner Bischöfe zu Westfalen reichen bis in die karolingische Zeit zurück. Auf der Paderborner Reichsversammlung von 777 übertrug Karl der Große die Christianisierung des Sauerlandes bis hin nach Siegen und des östlichen Teils der Hellwegregion den Erzbischöfen von Köln. Von der Größe her war dieses Gebiet mit dem Mittelpunkt in Soest für die Errichtung eines eigenen Bistums geeignet. Die Erzbischöfe zogen es jedoch vor, das Gebiet unmittelbar unter ihrer eigenen kirchlichen Verwaltung zu behalten, sodass sich das Erzbistum Köln vom Rheinland bis ins südliche Westfalen erstreckte. Nördlich der Lippe grenzte das Bistum Münster an, im Osten bei Geseke das neue Bistum Paderborn. Im Süden lag das Erzbistum Mainz.

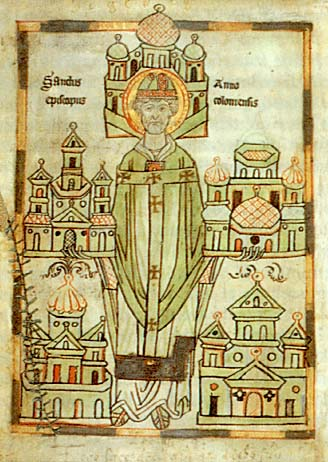
Anno II. mit Modellen von ihm gestifteter Klöster – unter ihnen auch Grafschaft (Vita Annonis Minor, bis 1803 im Kloster Grafschaft, seither in der Universitäts- und Landesbibliothek Darmstadt)

Die von Köln ausgehende Mission ließ eine frühe Kirchenorganisation entstehen. Von einigen Urpfarreien ausgehend, etwa in Soest, Wormbach bei Schmallenberg oder Hüsten, wurden im Laufe der Zeit Tochterkirchen gegründet.
Mit den Kirchengründungen verbunden waren zahlreiche Güterübertragungen von Seiten des Adels und des Königs zur Ausstattung der Kirchen, zur Versorgung der Priester und damit zur Aufrechterhaltung des Kultes. Dadurch gelangten die Kölner Erzbischöfe als geistliche Oberhäupter bald zu erheblichem Einfluss in der Region. Teile der Schenkungen wurden zur Versorgung von Klöstern und Stiften genutzt. 1014 übernahm der Erzbischof den Schutz des bereits bestehenden Kanonissenstiftes Geseke. 1072 wurde auf seine Veranlassung von Siegburger Mönchen das Kloster Grafschaft gegründet. 1170 wurde das Kloster Bredelar gestiftet. Die Klostergründungen trugen ebenfalls zur Festigung der Kölner Stellung in Westfalen bei. Daneben blieb ein beträchtlicher Teil der Güter unter der direkten Kontrolle Kölns. So besaß um 1100 die Kölner Kirche umfangreichen Grundbesitz in und um Soest, Körne (bei Dortmund), Belecke, Recklinghausen, Menden, Hagen, Schwelm, Medebach und in Olpe. Einige dieser Rechte (Schwelm, Dortmund, Hagen) gingen später wieder verloren. Die übrigen bildeten im Hochmittelalter die Grundlage der Kölner Territorialentwicklung in Westfalen.
Zur Klosterlandschaft im Herzogtum Westfalen siehe: Liste der geistlichen Institute im Herzogtum Westfalen

#### Entstehung und Entwicklung des Territoriums bis 1368

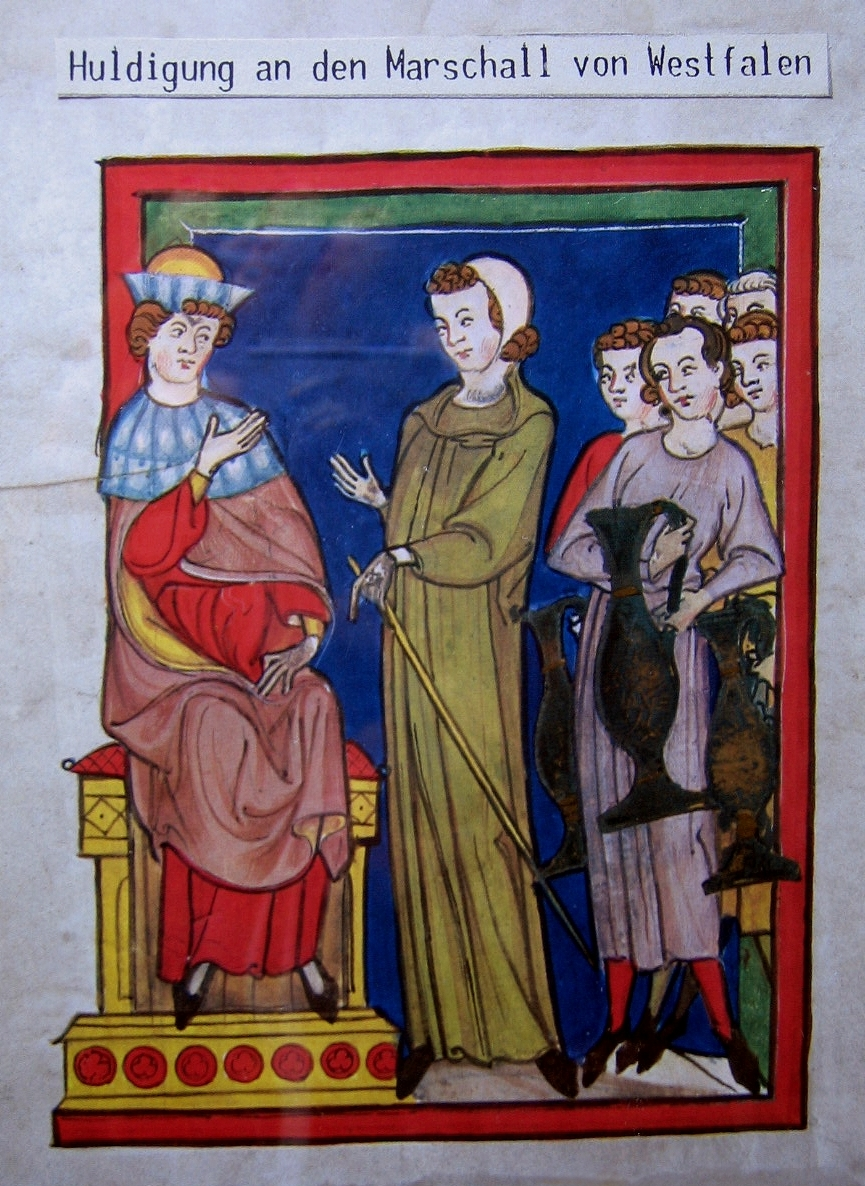
Abbildung aus dem Soester Nequambuch im Gerichtsmuseum Bad Fredeburg

Seinen Ursprung hatte das Territorium in den Machtbestrebungen der Kölner Erzbischöfe seit dem 12. Jahrhundert. In Konkurrenz mit dem regionalen Adel kam es zum Bau oder Erwerb von Burgen (zum Beispiel im Jahr 1100 Volmarstein bei Wetter (Ruhr) und 1120 Burg Padberg bei Marsberg). Für die Expansionsmöglichkeit in Westfalen entscheidend war zunächst die Schwächung der Grafen von Werl und der Grafschaft Arnsberg. Im Jahr 1102 kaufte Erzbischof Friedrich I. aus dem Besitz der Grafen von Werl Hachen bei Sundern und Werl. Außerdem wurde Graf Friedrich von Arnsberg nach der Eroberung der Stadt Arnsberg gezwungen, auf die Hälfte seiner Grafschaft zugunsten Kölns zu verzichten. Später folgte der Erwerb von Rüthen sowie der Grafschaft Volmarstein mit Schwelm und Hagen. Im Jahr 1164 wurde die Stadt Arnsberg von Erzbischof Reinald von Dassel erneut erobert; die Grafen von Arnsberg wurden gezwungen, die Lehnsherrschaft Kölns anzuerkennen.

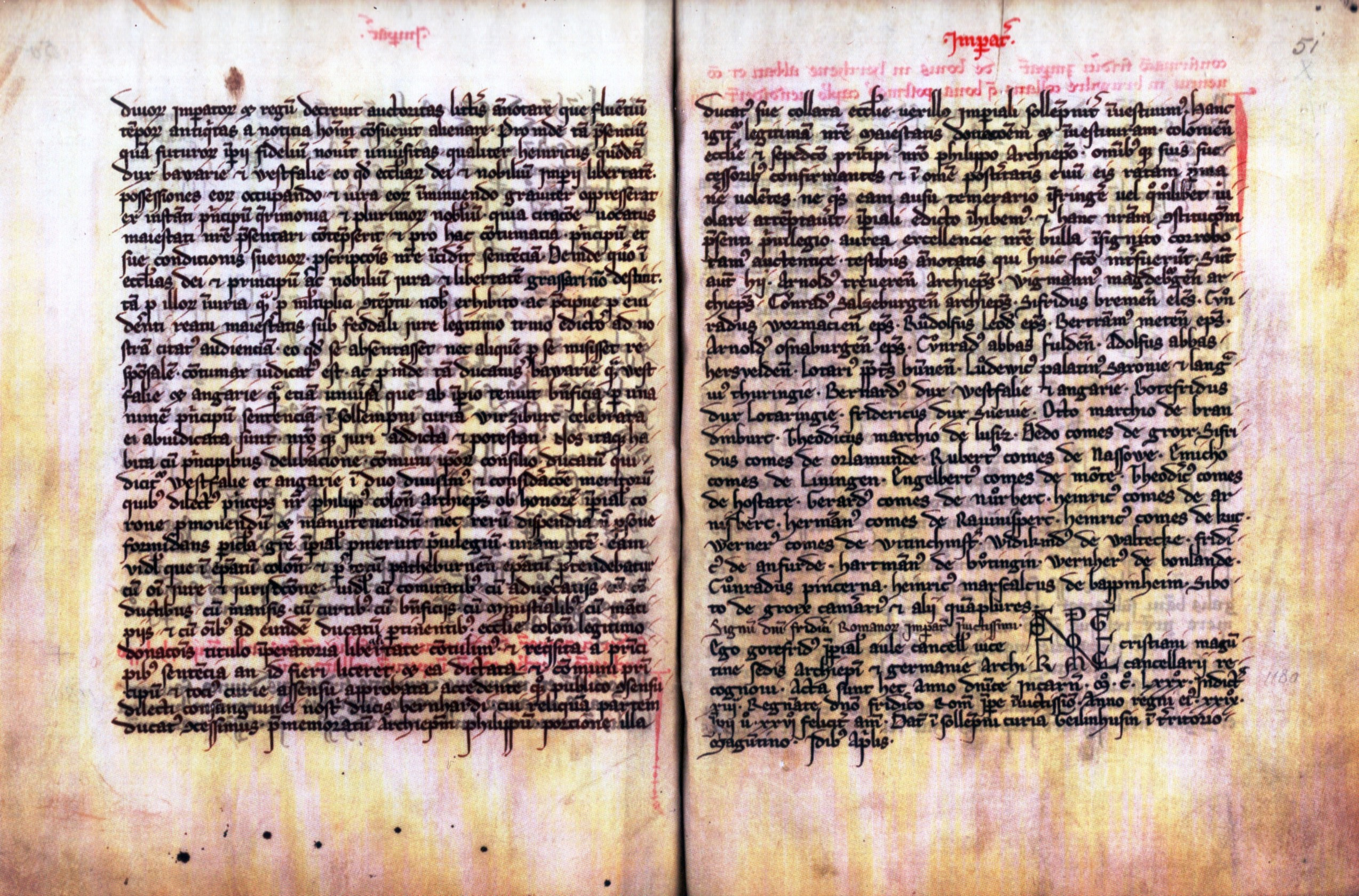
Teil der Abschrift der Gelnhäuser Urkunde im historischen Archiv der Stadt Köln (Maße 29 × 42 cm)

Den Erzbischöfen fehlten lange Zeit über Einzelbesitzungen hinausgehende Rechte in der Region. Unter Otto I., der gleichzeitig Herzog von Sachsen war, waren die östlichen Teile Sachsens den Billungern übertragen worden. Eine Weitergabe der Rechte südlich der Lippe fand nicht statt. Dort beanspruchten die sächsischen Könige weiter Herzogsrechte. Die Werler Grafen verstanden sich als Stellvertreter des Herzogs in diesem Gebiet. Die familiären Bindungen zum Kaiserhaus verstärkten diesen Anspruch. Nach dem Ende der ottonischen Linie wurden die Herzogsrechte in diesem Teil Sachsens nicht neu vergeben. Die Billunger versuchten lange Zeit vergeblich, ihre Ansprüche auf das ganze Herzogtum durchzusetzen. Erst Heinrich dem Löwen gelang es, als Herzog von Gesamtsachsen anerkannt zu werden.
Nach dem Sturz Heinrichs des Löwen (1180), an dem der Kölner Erzbischof Philipp von Heinsberg entscheidend beteiligt war, erhielt letzterer durch die Gelnhäuser Urkunde den Titel eines Herzogs von Westfalen und Engern, wurde also Herzog über den westlichen Teil des ursprünglichen Herzogtums Sachsen. Allerdings brachte der neue Titel den Erzbischöfen keinen direkten Machtzuwachs in Westfalen. Weder waren im Vertrag von Gelnhausen die Grenzen des Herzogtums festgelegt noch waren die herzoglichen Rechte, Befugnisse oder Gerechtsame geregelt. Zu den Rechten des Herzogs gehörte es, das militärische Aufgebot des (eben nicht definierten) Landes zusammenzurufen und zu führen. Hinzu kam das Recht des Burgenbaus, die Gerichtshoheit und die Pflicht zur Wahrung des Landfriedens. Allerdings wurden diese Rechte durch die Stärkung der Territorialherren durch die Reichsgesetze von 1220 und 1231 zu weitgehend leeren Titeln. Eine gewisse Bedeutung behielt die Oberaufsicht der Erzbischöfe über die Femegerichte, die vor allem im Spätmittelalter an Bedeutung gewannen.
Von großem Vorteil sollte sich aber erweisen, dass der Herzog das alleinige Recht der Städtegründung hatte, das ihm von den anderen Herren in Raum zwischen Rhein und Weser dann auch heftig bestritten wurde. So förderte der Erzbischof lange Zeit die in Westfalen mit Abstand bedeutendste Stadt Soest, deren Stadtherr er war und die schon um 1180 ein bedeutender, mit Mauern befestigter Handelsplatz war. Die anderen Städte wurden vielfach gezielt von den Erzbischöfen angelegt oder bestehende Siedlungen zur Stadt erhoben, insbesondere im Zeitraum zwischen 1180 und 1311. Dabei trat im Laufe der Zeit der Charakter der Städte als Handelsplätze gegen ihre Bedeutung als Befestigung immer mehr zurück. Als Beispiel hierfür wird regelmäßig Geseke angeführt, das spätestens 1217 mit Stadtrechten versehen wurde, um als befestigter Ort die Funktion als wichtigste Grenzstadt gegenüber dem Hochstift Paderborn des dortigen Bischofs wahrnehmen zu können.
Über die reale machtpolitische Entwicklung entschied im Wesentlichen das „Recht des Stärkeren“. Allerdings kam den Kölner Erzbischöfen der prestigeträchtige Herzogstitel durchaus gelegen, um ihre Position in Westfalen auszubauen. Nicht nur Erzbischof Engelbert von Berg (1216–1225) betrieb die planmäßige Ausdehnung des Territoriums und geriet damit in Gegensatz zu den weltlichen Herrschern, denen er die kirchlichen Vogteien entzog. Der Streit gipfelte in der Ermordung des Erzbischofs bei Gevelsberg durch eine „Fronde“ westfälischer Adeliger, an deren Spitze sein Neffe Graf Friedrich von Isenberg stand.
Obwohl Köln weiterhin vor allem in den Grafen von der Mark und den Grafen von Arnsberg ernstzunehmende Konkurrenten hatte, war der regionale Adel zu schwach und zu zerstritten, um den weiteren Ausbau der Kölner Herrschaft zu behindern. Das isolierte Medebach wurde durch die Gründung oder Befestigung der Städte Hallenberg, Schmallenberg und Winterberg gesichert. Im Jahr 1248 wurde mit dem Erwerb der Burg und Herrschaft Waldenburg bei Attendorn die erzbischöfliche Macht im Gebiet des heutigen Kreises Olpe gefestigt. Die Städtegründungen wurden mit Menden an der Grenze zur Grafschaft Mark fortgesetzt.
Vor allem gegen die Expansionsversuche von Erzbischof Siegfried von Westerburg entwickelte sich Widerstand. Abgesehen vielleicht von den Bischöfen von Minden und Münster, waren daran fast alle Territorialherren Westfalens beteiligt, unter ihnen auch Graf Eberhard II. von der Mark. Die Entscheidung fiel in der Schlacht von Worringen (1288), in deren Verlauf der Erzbischof gefangen genommen wurde. Als Ergebnis der Schlacht wurde der weitere Aufstieg Kölns in Westfalen gebrochen. Schwelm und Hagen fielen an die Grafschaft Mark. Die Burgen Volmarstein und Raffenberg wurden zerstört. Die Erzbischöfe waren von nun an nur noch ein Landesherr neben anderen. Dagegen gewannen die Grafen von der Mark deutlich an Einfluss.

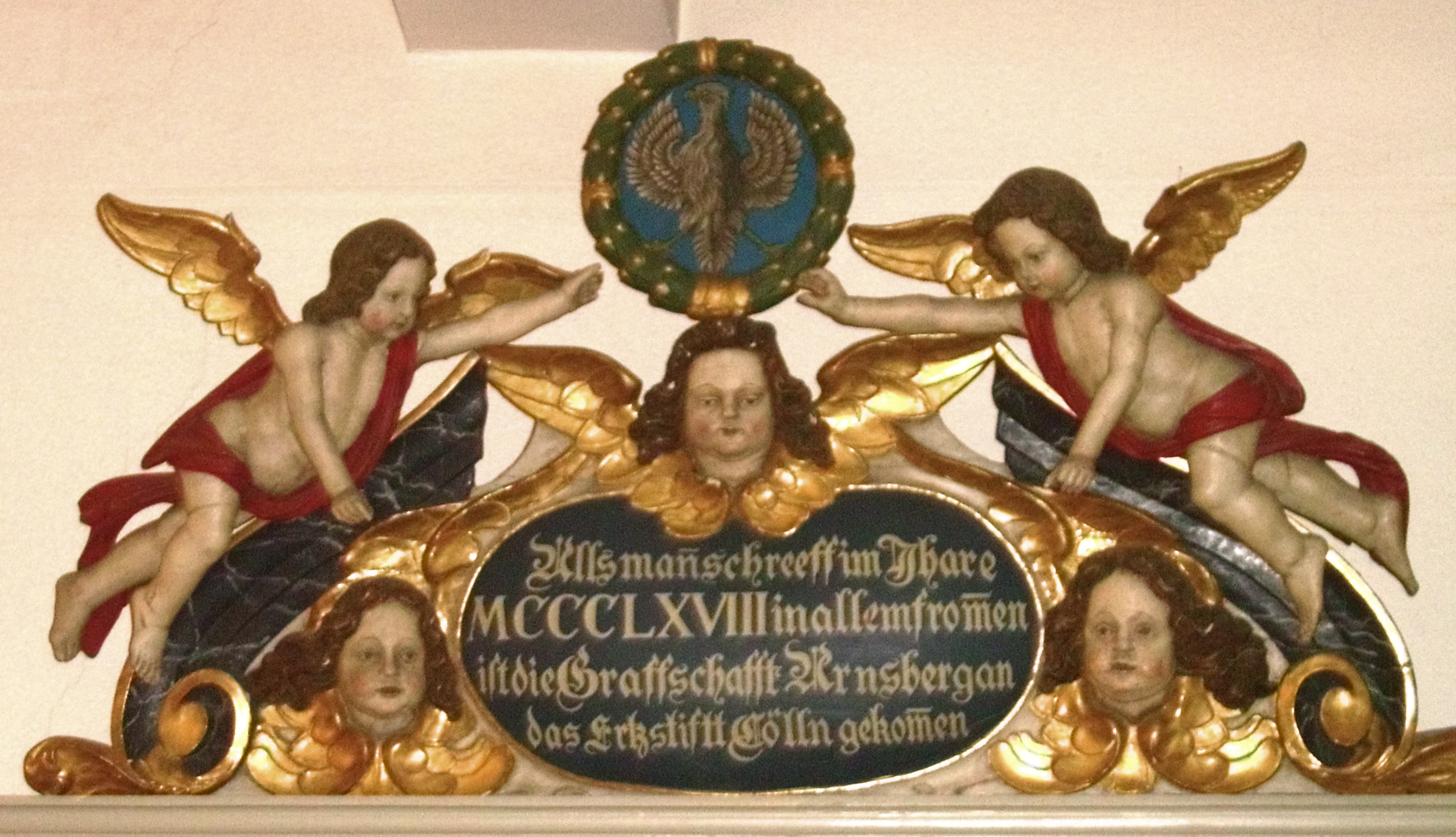
Supraporta, Altes Rathaus Arnsberg (18. Jhd.) zur Erinnerung des Übergangs der Grafschaft Arnsberg an Kurköln

Zu Beginn des 14. Jahrhunderts verfügte Köln über ein ausgedehntes, nur teilweise zusammenhängendes Gebiet in Westfalen. Einen Schwerpunkt bildete das Amt Waldenburg mit Attendorn und Olpe. Ein weiterer lag im oberen Sauerland mit Medebach, Winterberg, Hallenberg und Brilon. Ein dritter Schwerpunkt lag im Norden mit Rüthen, Belecke, Soest, Warstein, Werl, Geseke und Erwitte.
Der Vereinigung der Gebiete stand im Wesentlichen die Grafschaft Arnsberg entgegen. Als sich im letzten Drittel des 14. Jahrhunderts abzeichnete, dass Graf Gottfried IV. von Arnsberg kinderlos sterben würde, standen sich Kurköln und die Grafschaft Mark als Konkurrenten um das Erbe gegenüber. Köln setzte sich in diesem Konflikt durch. Der Erzstuhl kaufte dem Grafen im Jahr 1368 sein Territorium ab und ermöglichte ihm als einzigem weltlichen Fürsten ein Begräbnis im Kölner Dom.

#### Erblandesvereinigungen und Soester Fehde
Im Jahr 1437 kam es nicht nur zur Arnsberger „Reformation der Feme“, sondern mit einer ersten Erblandesvereinigung ohne Wissen des Landesherrn zwischen 167 Rittern und 16 Städten zu einem deutlichen Ausdruck ständischen Mitspracheanspruchs. Zuvor hatte der Erzbischof versucht, ohne Bewilligung der Betroffenen eine Kopfsteuer einzuführen.

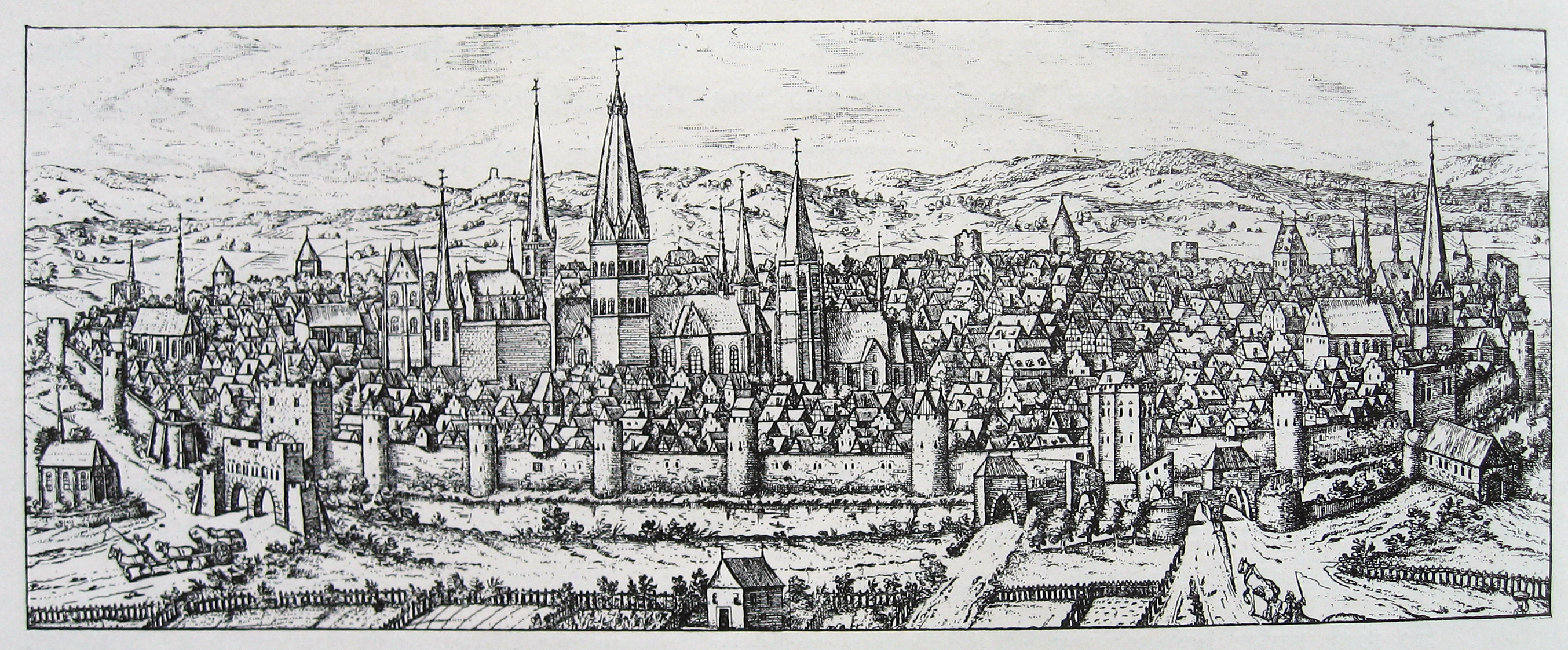
Die Stadt Soest war das wirtschaftliche Zentrum des kölnischen Westfalen. Ihr Verlust durch die Soester Fehde hatte langfristig nachteilige Folgen für die Wirtschaft des Herzogtums.

Dem Landesherrn gelang es bereits im Jahr 1438, diese Erblandesvereinigung durch Bestätigung zahlreicher Privilegien zu sprengen. Zu einem vollständigen Interessenausgleich zwischen Landesherrn und Ständen kam es allerdings nicht mehr. So erkannte im Jahre 1444 die bedeutende Hansestadt Soest die Oberhoheit des Kölner Erzbischofs Dietrich von Moers nicht mehr an und unterstellte sich dem Herzog von Kleve. Daraufhin kam es zur Soester Fehde (1444 bis 1449) zwischen dem Erzbischof von Köln und der Stadt Soest. An der Seite Soests stand neben Kleve und zahlreichen westfälischen Städten vor allem der mächtige Herzog von Burgund. Bei dieser Auseinandersetzung ging es nicht mehr nur um den Grad der Freiheit einer Stadt, sondern um die Machtverteilung im Westen des Reiches insgesamt. 1447 wurde die Stadt Soest von einem 12.000 Mann starken Söldnerheer belagert, konnte aber nicht eingenommen werden. Soest und sein unmittelbares Umland, die Soester Börde, verblieben beim Herzog von Kleve beziehungsweise der Grafschaft Mark.
Mehrfach versuchten die Kölner Kurfürsten in der Folge, Soest zurückzugewinnen. Unter Hermann von Hessen kam es 1504 zu einer kriegerischen Auseinandersetzung und einem erneuten vergeblichen Angriff auf die Stadt. Am Ende musste der Kurfürst einsehen, dass seine Rückgewinnungsversuche gescheitert waren.

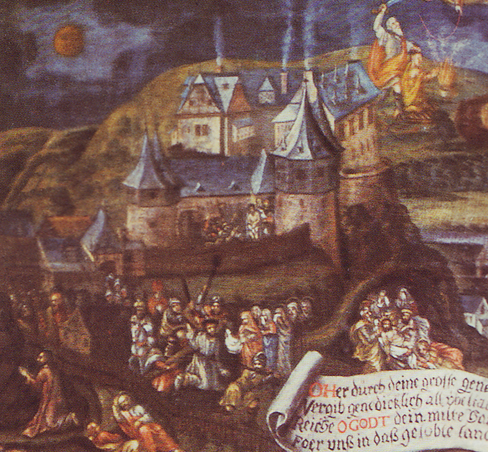
Ansicht der Burg Bilstein von 1561

Dagegen behielt Köln die während der Soester Fehde eingenommenen Gebiete um Fredeburg und Bilstein. Das Bilsteiner Land wurde dem Herzogtum 1445 nach der erfolgreichen Belagerung der Burg Bilstein durch Erzbischof Dietrich von Moers einverleibt. Zuvor gehörte es zur Grafschaft Mark beziehungsweise zum Herzogtum Kleve-Mark. Die Übergabe der Burg erfolgte unblutig durch den Bilsteiner Amtmann Johann von Bruch, der vergeblich auf kleve-märkischen Entsatz gehofft hatte. Ein Jahr zuvor hatte Kurköln bereits Burg und Land Fredeburg erobert. Damit war die territoriale Entwicklung bis auf kleinere Grenzkorrekturen abgeschlossen. Die schon länger bestehenden Verwaltungseinheiten änderten sich in den nächsten 350 Jahren nur noch unwesentlich.
Nach der gescheiterten Großmachtpolitik war der Kurfürst auch innenpolitisch geschwächt. 1463 wurden eine zweite Erblandesvereinigung für das Herzogtum Westfalen und eine weitere für das Gebiet des Erzstifts und des Vest Recklinghausen zwischen dem neuen Kurfürst, Domkapitel und Ständen abgeschlossen. Eine Bestimmung des Vertrages sah vor, dass ein neu gewählter Erzbischof nur dann mit einer Huldigung der Stände rechnen konnte, wenn er zuvor die Einhaltung bestimmter Bedingungen anerkannt hatte.
Nachdem Erzbischof Ruprecht von der Pfalz sich von der rheinischen Erblandesvereinigung abwandte, entbrannte zwischen ihm und den rheinischen Ständen die Kölner Stiftsfehde. Der Erzbischof wurde dabei teilweise von einigen Ständen im Herzogtum Westfalen unterstützt. Der Krieg griff daher auch auf dieses Gebiet über. Als Unterstützer des von den rheinischen Ständen zum Stiftsverweser bestimmten Hermann von Hessen griffen hessische Truppen 1473 vergeblich Brilon an. Umgekehrt gelang es dem Herzog von Kleve als Unterstützer von Ruprecht 1478 vorübergehend, die Städte Arnsberg und Eversberg zu besetzen.
Die Erzbischöfe versuchten mehrfach, ihre Politik durch Verpfändung einzelner Landesteile zu finanzieren. Gegen die drohende Zersplitterung und Auflösung des Landes schlossen sich Ritterschaft und Städte zusammen. Sie nötigten dem Landesherrn die Zusicherung ab, ohne ihre Zustimmung keine Verpfändungen mehr vorzunehmen. In der Folgezeit mussten die Kurfürsten bei ihrem Amtsantritt die Erblandesvereinigung anerkennen. Im Jahr 1590 kam es zu einer Erneuerung dieses für das Land zentralen Grundgesetzes. Neben der Festlegung der Kompetenzen von Landesherrn und Landständen schloss die Erblandesvereinigung von 1463 die staatsrechtliche Vereinigung der Länder des Marschallamtes für Westfalen, der alten Grafschaft Arnsberg und des Amtes Waldenburg ab. Erst seither lässt sich wirklich von einem geschlossenen Territorium sprechen, wenn auch Rudimente der Eigenständigkeit weiterbestanden.

### Frühe Neuzeit

#### Gescheiterte Fürstenreformation

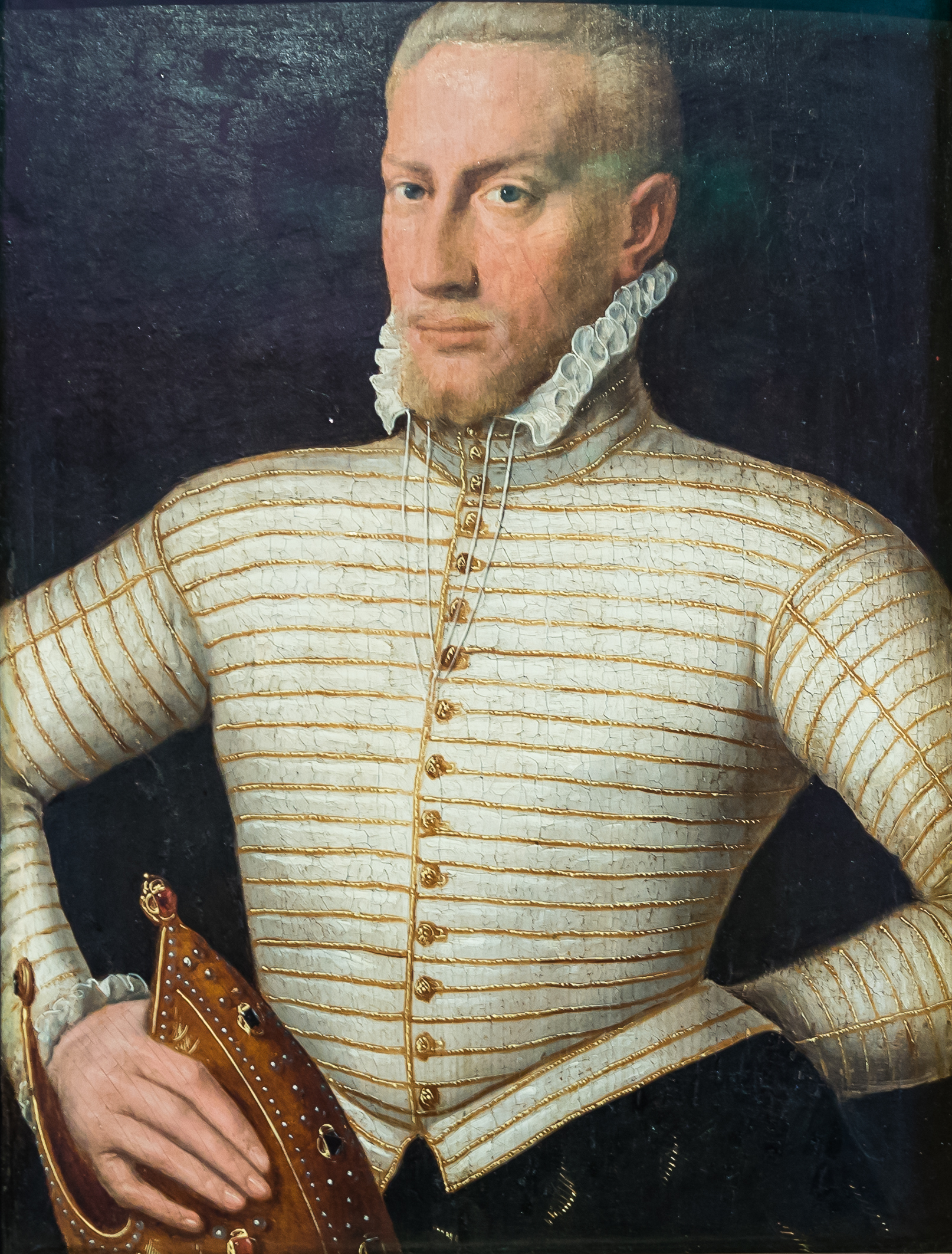
Gebhard Truchseß von Waldburg

Erst relativ spät hatte die Reformation auch nennenswerte Auswirkungen auf das Herzogtum Westfalen. Einzig in der Freigrafschaft Düdinghausen, die aber unter starkem Einfluss Waldecks stand, konnte die Reformation über eine längere Zeit Fuß fassen. Allerdings gab es vereinzelte Personen oder Familien wie die der Vögte von Elspe, die sich zumindest zeitweise der Reformation anschlossen. Aus der Stadt und dem Amt Medebach ist bekannt, dass von dort Studenten kamen, die an der evangelischen Hochschule in Marburg studierten. Auch gab es in diesem Bereich einzelne Pfarrer, die sich der neuen Glaubensrichtung zugewandt hatten.
Gefahr für den Katholizismus ging allerdings zweimal vom Landesherrn aus. Der Übertritt von Kurfürst und Erzbischof Hermann von Wied zum protestantischen Glauben und dessen Versuch, im Erzstift und im Herzogtum Westfalen ein evangelisches Kirchenwesen einzurichten, rief unterschiedliche Reaktionen hervor. In Städten wie Brilon, Geseke und vor allem in Werl war die „Kölner Reformation“ durchaus erfolgreich, während sie in Arnsberg auf den entschiedenen Widerstand des Klosters Wedinghausen stieß. Letztlich verhinderten die Niederlage der Protestanten im Schmalkaldischen Krieg und die Niederlegung des Bischofsamts einen durchaus möglichen Sieg der neuen Konfession in den Kölner Staaten. In einigen Orten konnten sich protestantische Reste noch einige Zeit halten. In Geseke gab es noch 1564 sowohl in der Abteikirche wie auch in der Kollegiatkirche evangelische Prediger. Für längere Zeit hatte sich die Reformation in Marsberg um 1550 durchgesetzt.
In die Zeit Hermanns von Wied fallen auch verschiedene weltliche Reformbemühungen. Dazu zählte eine in Arnsberg 1533 erlassene Bergordnung für alle Gebiete des Kurfürstentums Köln. Zusätzlich wurden 1537 die weltlichen Gerichte und 1538 die Femegerichte reformiert. Hinzu kamen eine Polizeiordnung und grenzüberschreitende Abkommen zur Bekämpfung des „Gesindels“. Die folgenden Kurfürsten hinterließen in der Region nur relativ wenige Spuren. Unter Friedrich IV. von Wied wurde 1567 ein Schatz- und Steuerregister angelegt. Unter Salentin von Isenburg begannen erste Ansätze zur Durchsetzung der Beschlüsse des Konzils von Trient in seinem Herrschaftsgebiet. Er förderte auch das Schulwesen im Herzogtum.
Etwa 40 Jahre nach der Herrschaft von Hermann von Wied kam es erneut zu einem Reformationsversuch von oben, als der Erzbischof Gebhard Truchseß von Waldburg im Jahr 1582 zum Protestantismus übertrat. Der Kurkölnische oder Truchsessische Krieg nach der Absetzung des Landesherrn war verbunden mit Plünderungen und Gewalttaten von dessen Anhängern und Gegnern. Während die protestantischen Fürsten der Sache des Kölners kaum halfen, fand er in Teilen des landsässigen Adels und auch in einer Reihe von Städten (Brilon, Geseke, Marsberg, Volkmarsen, Medebach, Winterberg und Hallenberg) Unterstützung. Anfangs hatte der Truchsess seine Operationsbasis im Herzogtum Westfalen, konnte aber in einem kurzen Feldzug zu Beginn des Jahres 1584 vertrieben werden. Der Sieg seines Verbündeten Martin Schenk von Nideggen in der Schlacht bei Werl im Jahr 1586 hatte keine Folgen für die Machtverhältnisse. Nach der Niederlage des ehemaligen Kurfürsten konnte sich der Protestantismus nur an wenigen Orten zumindest teilweise noch längere Zeit behaupten. Dies gilt wahrscheinlich für den Raum Marsberg, wo sich möglicherweise bis ins 17. Jahrhundert hinein eine protestantische Minderheitengemeinde halten konnte.

#### Zeit der Gegenreformation
Der 1583 neu gewählte Erzbischof Ernst von Bayern setzte sich schließlich mit Hilfe bayerischer Truppen im gesamten Kölner Erzstift durch. Mit diesem Kurfürsten begann eine bis 1761 ununterbrochene Reihe von Erzbischöfen aus den Reihen der bayerischen Prinzen.

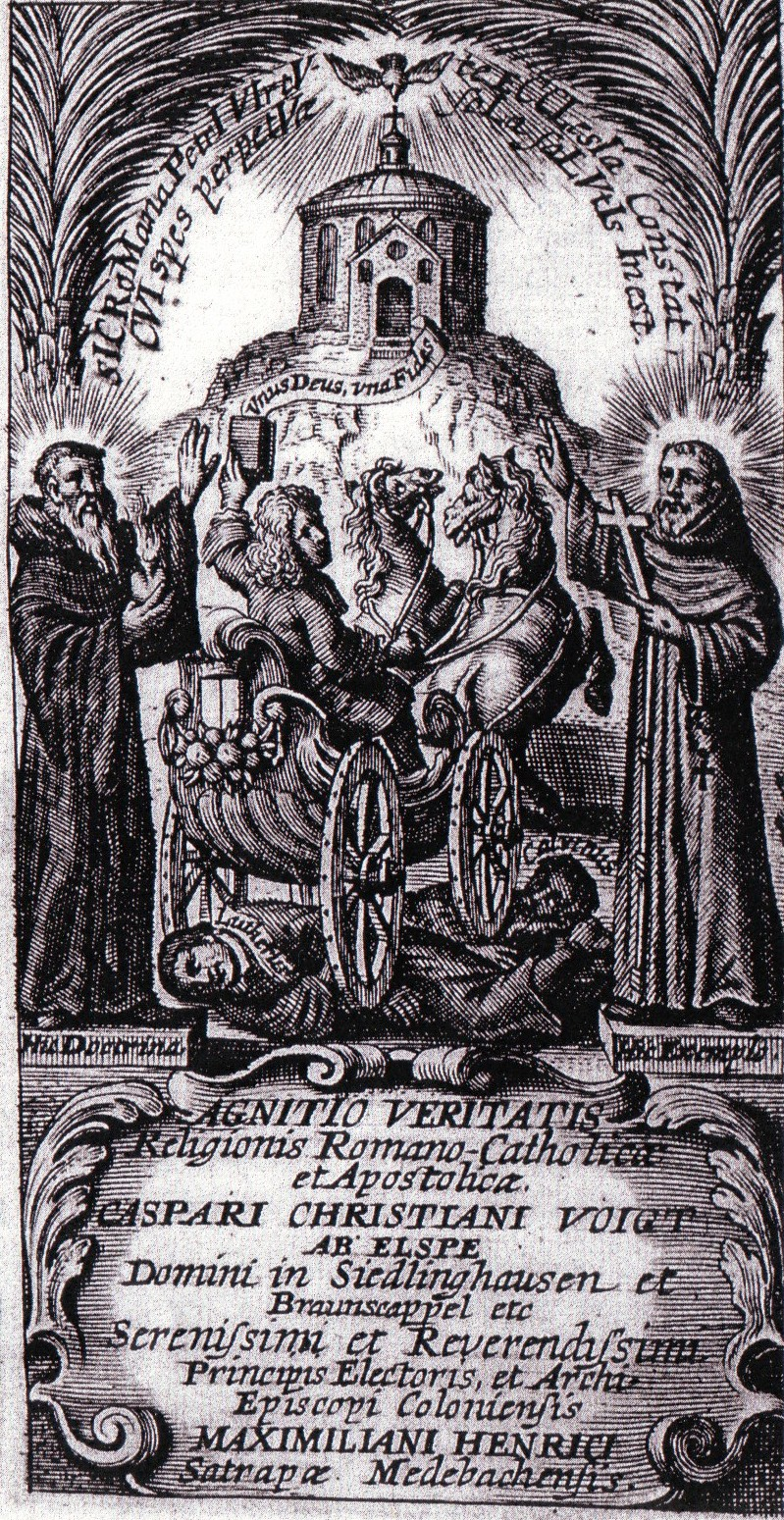
Titelkupfer zu Caspar Christian Voigt von Elspe „Agnitio veritatis religionis“ (Köln, 1682). In der Kutsche sitzt Voigt von Elspe. Diese zermalmt die Reformatoren Luther und Calvin. (Original heute in der Dombibliothek Hildesheim)

Nach heftigen Auseinandersetzungen mit seiner Familie, die seinen privaten Lebenswandel nicht billigte, zog sich Ernst von Bayern 1595 ins Herzogtum Westfalen zurück und residierte fortan im Schloss Arnsberg. Er lebte mit Gertrud von Plettenberg zusammen und hatte mit dieser unter anderem den Sohn Wilhelm, der zeitweise Landdrost und später Abt der Reichsabtei Stablo-Malmedy war. Ernst von Bayern bestätigte 1590 die Erblandesvereinigung und erließ 1596 eine neue Polizeiordnung für seine rheinischen und westfälischen Besitzungen. Im Jahr 1606 erließ er auch eine Medizinalordnung zur Bekämpfung der Pest. Ernst überließ die Regierungsgeschäfte weitgehend seinem Neffen und Coadjutor Ferdinand von Bayern, der ihm 1612 als Erzbischof folgte. Erst unter ihm wurden Maßnahmen zur Durchsetzung der Gegenreformation im Herzogtum verstärkt vorangetrieben.
Ab 1612 setzte der neue Landesherr erstmals im Herzogtum Westfalen und im Vest Recklinghausen spezielle geistliche Kommissare mit weitreichenden Befugnissen zur Durchführung von kirchlichen Veränderungen ein. Hierzu führten sie umfangreiche Kirchenvisationen durch. Schon die ersten Visitationsberichte zeigten deutlich, dass es noch immer protestantische Gruppen gab. Der Kurfürst erließ 1614 eine auch für das Herzogtum geltende Religionsordnung. Darin wurde die Niederlassung oder die Besetzung von Ämtern vom katholischen Bekenntnis abhängig gemacht. Daneben förderte der Kurfürst die Bettelorden. Im Jahr 1637 wurden die Franziskanerklöster in Attendorn und Geseke gegründet. Im Jahr 1645 folgte das Kapuzinerkloster in Werl. Weitere vergleichbare Klöster entstanden unter Maximilian Heinrich von Bayern. Noch in die Zeit Ferdinands fielen die Gründung des Gymnasiums Laurentianum in Arnsberg und des Gymnasiums Marianum Seraphicum in Attendorn. Ersteres wurde von den Prämonstratensern der Abtei Wedinghausen und letzteres von den Franziskanern getragen. Später kamen noch das Gymnasium Petrinum Brilon und das Gymnasium Antonianum Geseke hinzu. In seine Zeit fällt auch der Beginn der Errichtung einer Niederlassung der Jesuiten in Arnsberg.

#### Hexenverfolgungen

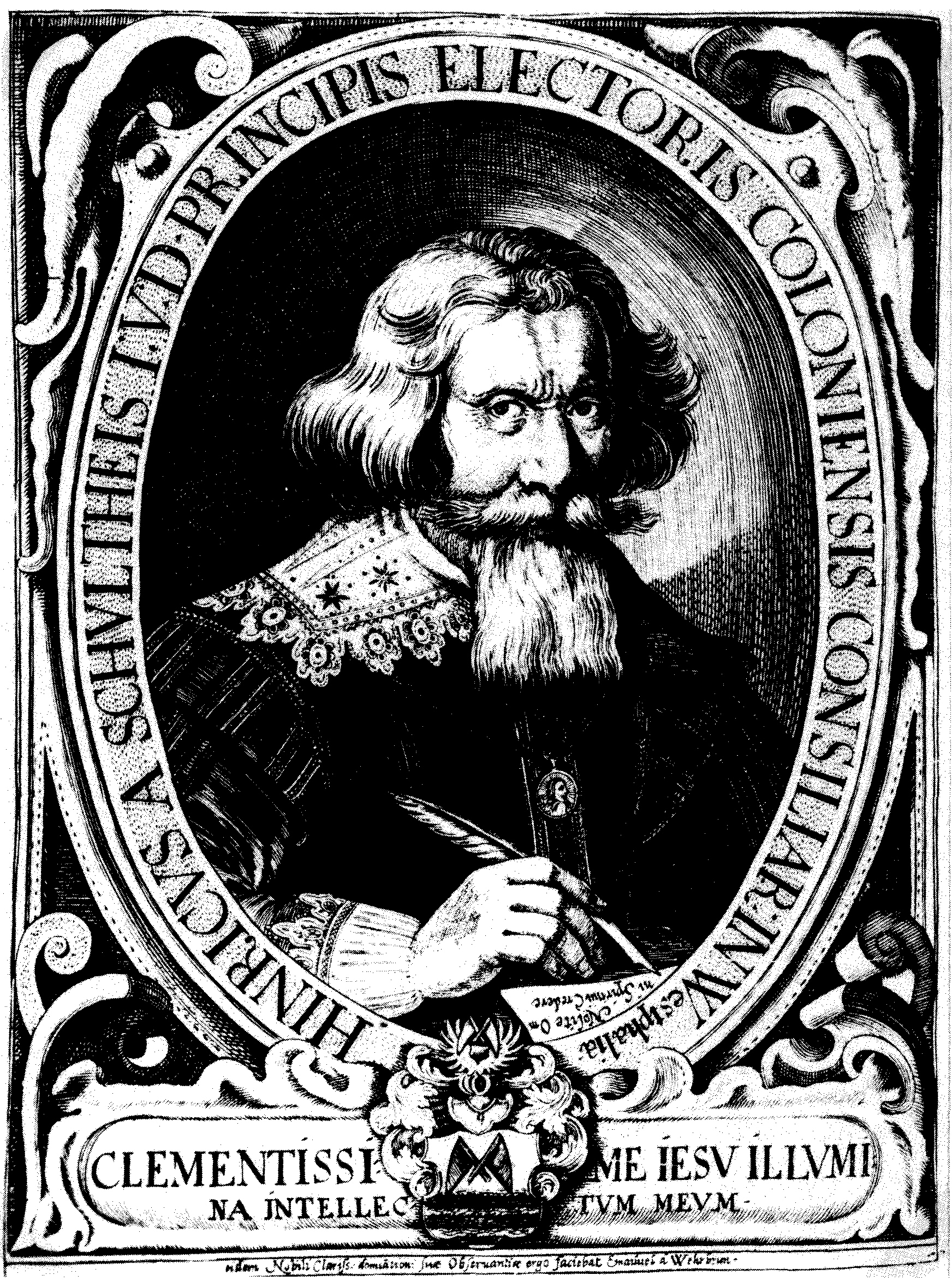
Heinrich von Schultheiß war als Hexenkommissar verantwortlich für zahlreiche Hexenprozesse im Herzogtum

Insbesondere in der ersten Hälfte des 17. Jahrhunderts erlebte das Herzogtum eine Welle von Hexenverfolgungen. Das Herzogtum Westfalen war ein Zentrum der Hexenverfolgung in Nordwestdeutschland. Ein erster überlieferter Prozess fand 1521 in Winterberg statt. Erste größere Prozesse mit mehreren Angeklagten fanden 1573/74 in Kallenhardt statt. Eine erste Prozesswelle lag um 1590. Besonders genährt wurde der Hexenwahn durch Erzbischof Ferdinand von Bayern und seinen Landdrost Friedrich von Fürstenberg. Neben dem Erlass einer besonderen Hexenordnung war von Bedeutung, dass auch hierfür der Landesherr spezielle Kommissare einsetzte, die mit unbarmherziger Härte gegen die sogenannten „Zauberer“ vorgingen. Höhepunkt der Hexenverfolgungen war im Herzogtum wie auch im Reich die Zeit von 1628 bis 1630. In diesen drei Jahren wurden mindestens 880 Personen hingerichtet. Besonders hoch war die Zahl im Amt Balve mit 280 Hingerichteten. Nach einem Abebben der Prozesswelle kam es um 1655 erneut zu zahlreichen Prozessen. Letzte Todesurteile stammen aus Geseke (1708) und Winterberg (1728). Ein letzter Prozess, der allerdings mit einem Freispruch endete, fand 1730 in Brilon statt.

#### Dreißigjähriger Krieg und Folgezeit
Der Dreißigjährige Krieg ging nicht spurlos an der Region vorbei. Die Region war als Rückzugsraum für die kaiserlichen Truppen von einer gewissen strategischen Bedeutung. Insgesamt waren Schlachten, Belagerungen oder ähnliche Kriegsereignisse allerdings nicht sehr zahlreich. Aber viele Städte und Dörfer litten unter Plünderungen, Brandschatzungen oder Kontributionszahlungen. Im Jahr 1622 plünderten die Truppen der katholischen Liga auf der einen und Christian von Braunschweig auf der anderen Seite das Land aus. Es kam zur Besetzung von Geseke durch Christian von Braunschweig und zur Rückeroberung durch Dietrich Ottmar von Erwitte. Auf Seiten der katholischen Liga operierte Lothar Dietrich von Bönninghausen zu Beginn der 1630er Jahre im Sauerland. Ebenfalls seit Beginn der 1630er Jahre verfolgte die Landgrafschaft Hessen das Ziel, das Herzogtum Westfalen für Hessen zu gewinnen. In dieser Zeit war die Situation durch die Gegnerschaft der von Schweden unterstützten Hessen einerseits und der Kaiserlichen andererseits bestimmt. Werl, Geseke, Brilon und Rüthen wurden beispielsweise von den Hessen erobert. Im Süden dagegen konnten sich auf Dauer die Kaiserlichen behaupten. Nach 1634 ließ die hessische Macht in der Region allmählich nach, blieb aber bis zum Ende des Krieges eine Bedrohung. So eroberten sie zusammen mit den Schweden 1646 Obermarsberg und zerstörten es. Besonders gut ist man zum Beispiel über das Schicksal des Amtes Brilon und der Städte Medebach und Hallenberg durch zeitgenössische Berichte informiert. Die Besatzer wechselten häufig. Mehrfach flüchteten die Bewohner in die umliegenden Wälder. Medebach wurde durch Brände stark beschädigt, die Einwohner litten unter Plünderungen und der Pest, der 1636 ein Drittel der Einwohner zum Opfer fiel. Ins Kloster Wedinghausen bei Arnsberg drang 1634 der aus der Stadt selbst stammende General Eberhard Beckermann ein. Eine wahrscheinlich geplante Eroberung der Stadt unterblieb. Auch in Arnsberg kam es mehrfach zu Ausbrüchen der Pest.
Die langfristigen wirtschaftlichen Folgen sind nicht zu unterschätzen. Der im 16. Jahrhundert blühende Erzabbau, die damit verbundene Verhüttung und Verarbeitung erlebten einen schweren Rückschlag. Erst in der ersten Hälfte des 18. Jahrhunderts hatte sich die regionale Wirtschaft davon erholt. Ähnliches gilt für die Sozialstruktur. Hatte sich die Gesellschaft im 16. Jahrhundert zunächst differenziert, kam es im 17. Jahrhundert zu einer Entdifferenzierung und zu einer Reagrarisierung des kurkölnischen Sauerlandes. Sozialstrukturell spiegelte sich dies in einem unterdurchschnittlichen Bevölkerungswachstum wider.
Nachfolger von Ferdinand von Bayern war ab 1650 Maximilian Heinrich von Bayern. In dessen Zeit fallen zahlreiche Verordnungen und Gesetze. Darunter war eine neue Bergbauordnung, eine Waldordnung und eine Judenordnung. Von den kriegerischen Auseinandersetzungen unter dessen Nachfolger Joseph Clemens von Bayern um den Bischofssitz war das Herzogtum nur am Rande betroffen. Auch dieser Kurfürst erließ mehrere Verordnungen für das Herzogtum. Darunter war die Polizeyordnung von 1723, die bis zum Ende des Herzogtums in Kraft blieb. Während seiner Flucht nach Frankreich 1702 regierte das Domkapitel bis zur Rückkehr des Kurfürsten die kurkölnischen Gebiete.

#### Die Ära von Clemens August und Siebenjähriger Krieg

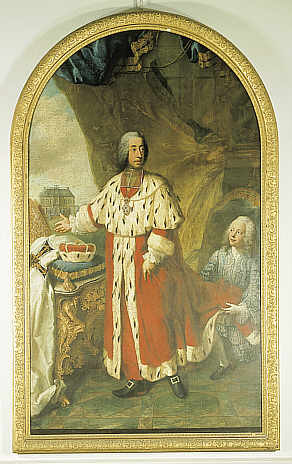
Clemens August I.

Clemens August I. von Bayern war von 1723 bis 1761 für fast vier Jahrzehnte Landesherr im Herzogtum. Er versuchte insbesondere durch die Unterordnung der Regierung unter die Hofkanzlei das Land stärker als bisher in den Kurstaat zu integrieren. Der Regierung in Arnsberg war es seither verboten, Klagen direkt vor dem Reichskammergericht oder dem Reichshofrat einzureichen. Einziges Appellationsgericht war der Hofrat in Bonn. Allerdings konnten sich die Landstände als eigenständige Kraft behaupten.
Auch Clemens August erließ zahlreiche Gesetze und Verordnungen für das Herzogtum. Dazu zählte eine Normierung der Maße und Gewichte. Clemens August trat auch im Herzogtum Westfalen als Bauherr etwa des Neubaus des Schlosses Arnsberg durch Johann Conrad Schlaun und des Schlosses Hirschberg hervor.
Seine Hofhaltung entfaltete eine bislang im Herzogtum Westfalen nicht gekannte fürstliche Pracht und belastete den Staatshaushalt erheblich. Ruinös für das Herzogtum wurde seine Beteiligung am Kampf gegen Friedrich II. von Preußen. Während des Siebenjährigen Krieges wurde das Herzogtum zum direkten Kriegsschauplatz. Unter anderem wurde dabei das Arnsberger Schloss völlig zerstört. Durch die hohe Schuldenlast als Folge zahlreicher Kontributionen konnte sich das Land wirtschaftlich und kulturell bis zum Ende des Kurstaates 1802 nicht mehr erholen. Manche Orte hatten bis weit ins 19. Jahrhundert an den Folgen der Verschuldung zu tragen.

#### Katholische Aufklärung
Unter dem Nachfolger Kurfürst Maximilian Friedrich von Königsegg-Rothenfels wurden im Zusammenhang mit der katholischen Aufklärung verschiedene Reformen begonnen. So wurde der Aufwand kirchlicher Prozessionen und die Zahl der Feiertage beschränkt. Außerdem wurde 1778 eine Brandversicherung für das Herzogtum gegründet. Ein Jahr später wurde ein Medizinalrat für alle kurfürstlichen Gebiete in Bonn gegründet.
Im Herzogtum Westfalen versuchte insbesondere der Landdrost Franz Wilhelm von Spiegel Veränderungen durchzusetzen. Im Zentrum der Bemühungen standen dabei die Reform und der Ausbau des Bildungswesens. Zu Beginn der 1780er Jahre kam es zu Bemühungen, das Gymnasium Laurentianum in Arnsberg zu einer Musteranstalt für die höhere Schulbildung umzugestalten. Außerdem wurde eine Schulkommission als zuständige Behörde für das Schulwesen im gesamten Herzogtum gegründet.

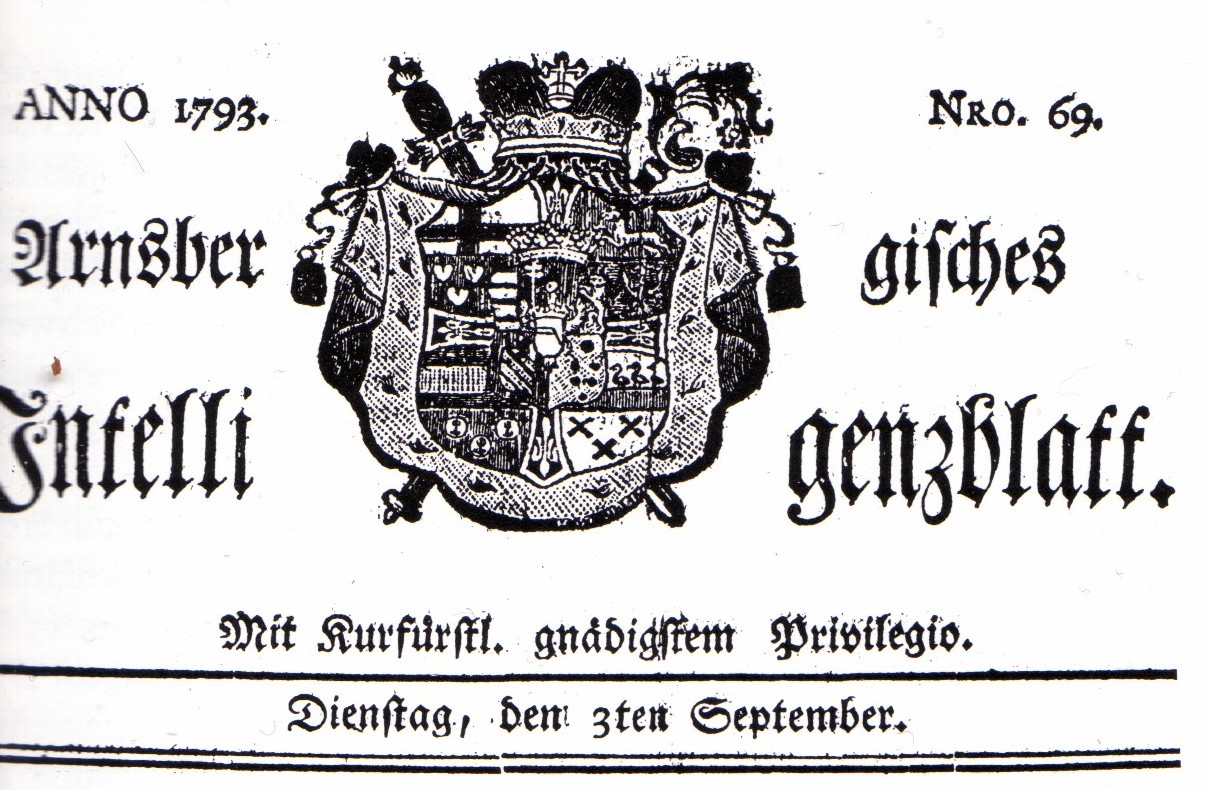
Titelkopf des Arnsberger Intelligenzblattes vom 3. September 1793 mit dem Wappen des Kurfürsten Maximilian Franz von Österreich

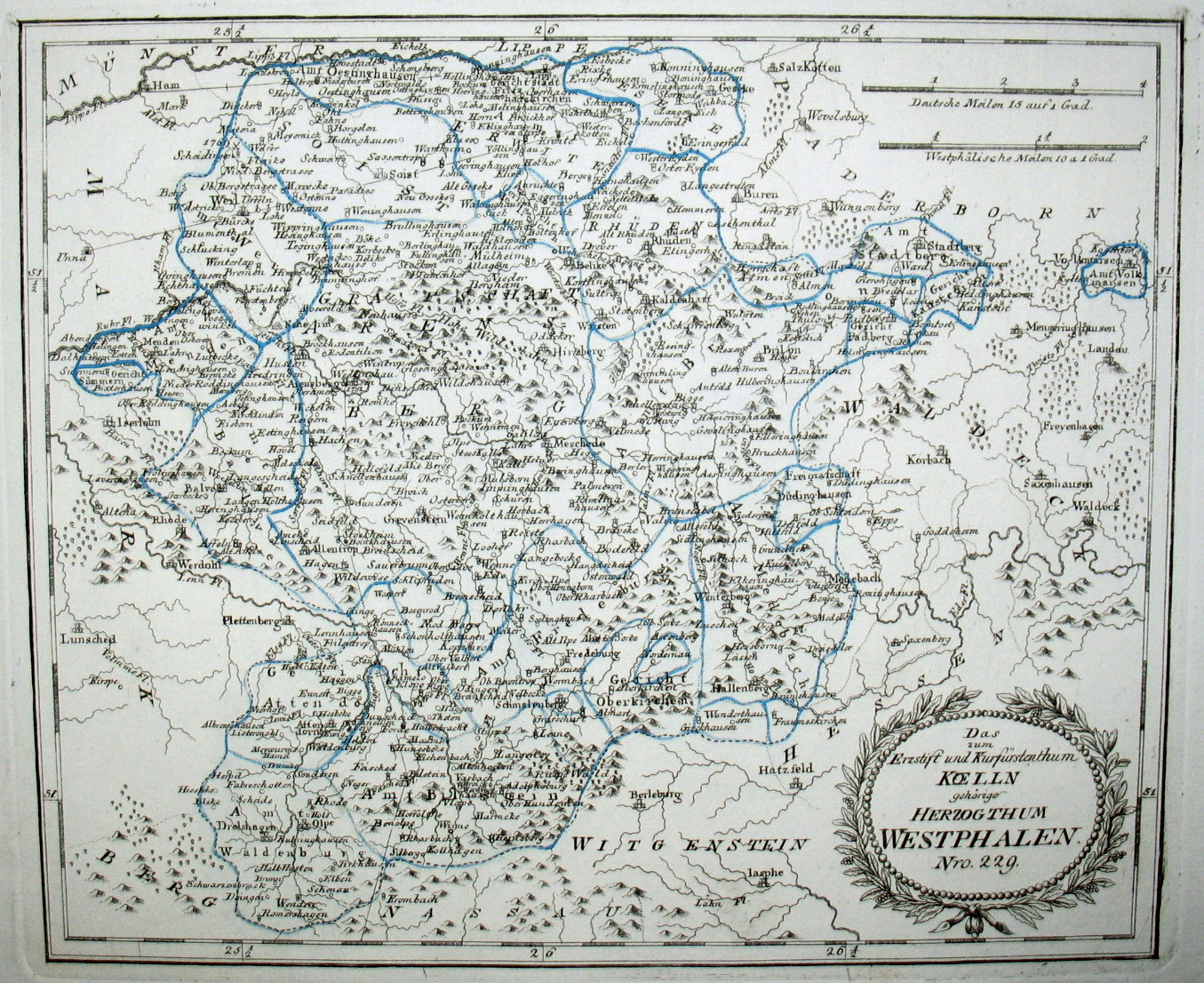
Herzogtum Westfalen, 1793

Die katholische Aufklärung wirkte sich auch in der Gründung des Arnsbergischen Intelligenzblattes aus. Bei öffentlichen Bauten spielte nicht mehr so sehr das Repräsentationsbedürfnis, sondern Nützlichkeitserwägungen eine Rolle. So wurde das Arnsberger Schloss nach der Bombardierung während des Siebenjährigen Krieges nicht wieder aufgebaut, sondern die Steine zum Bau eines Zuchthauses (ab 1816 Sitz der Bezirksregierung Arnsberg, heute Verwaltungsgericht) benutzt.
Von Spiegel wollte die Reformmaßnahmen insbesondere im Schulwesen durch die Säkularisation von Stiften und Klöstern finanzieren. Bereits zuvor hatte er Kritik an den Klöstern geäußert. Zur Säkularisierung kam es bis zum Ende des Alten Reiches jedoch nicht. Auch innerhalb der Klöster gab es Einflüsse der Aufklärung. Innerhalb des Klosters Wedinghausen bestanden Konflikte zwischen Traditionalisten und Reformern. Extreme Kritik kam von Friedrich Georg Pape, der für eine rationalistische Theologie eintrat und später eine bedeutende Rolle in der Mainzer Republik spielte.
Kurfürst Maximilian Franz von Österreich setzte die Reformpolitik fort. Angesichts des Raubbaus an den Wäldern, nicht zuletzt zur Herstellung von Holzkohle, ergingen Gesetze für eine nachhaltige Holznutzung. Gleichzeitig verstärkte er die Anbindung des Herzogtums an den Gesamtstaat. Seine Regierung verlegte die anachronistischen Zollstellen innerhalb des Herzogtums an den Grenzen der alten Grafschaft Arnsberg nunmehr an die Außengrenzen des Landes. Der Übergang von den Binnen- zu den Außenzöllen wird als später Beitrag zur Modernisierung des Territoriums interpretiert. Manufakturen und Fabriken wurden 1791 vom Zunftzwang befreit. Auf Betreiben der Stände ging die Regierung auch gegen Missbräuche im Zunftwesen vor. Auch die Reformen im Bildungswesen gingen weiter. So wurde eine Schulkommission gegründet. 1799 erließ die Regierung eine Schulordnung für das Gymnasium Laurentianum. Friedrich Adolf Sauer verbesserte die Lehrerausbildung durch die Errichtung einer Normalschule. Zusätzlich zu den üblichen Elementarschulen entstanden sogenannte Industrieschulen zur Vermittlung gewerblicher Fertigkeiten vor allem im Bereich der Textilherstellung. 1802 gab es insgesamt 255 Elementarschulen und 38 Industrieschulen für Jungen sowie 18 für Mädchen.

#### Herzogtum Westfalen in der hessen-darmstädtischen Zeit

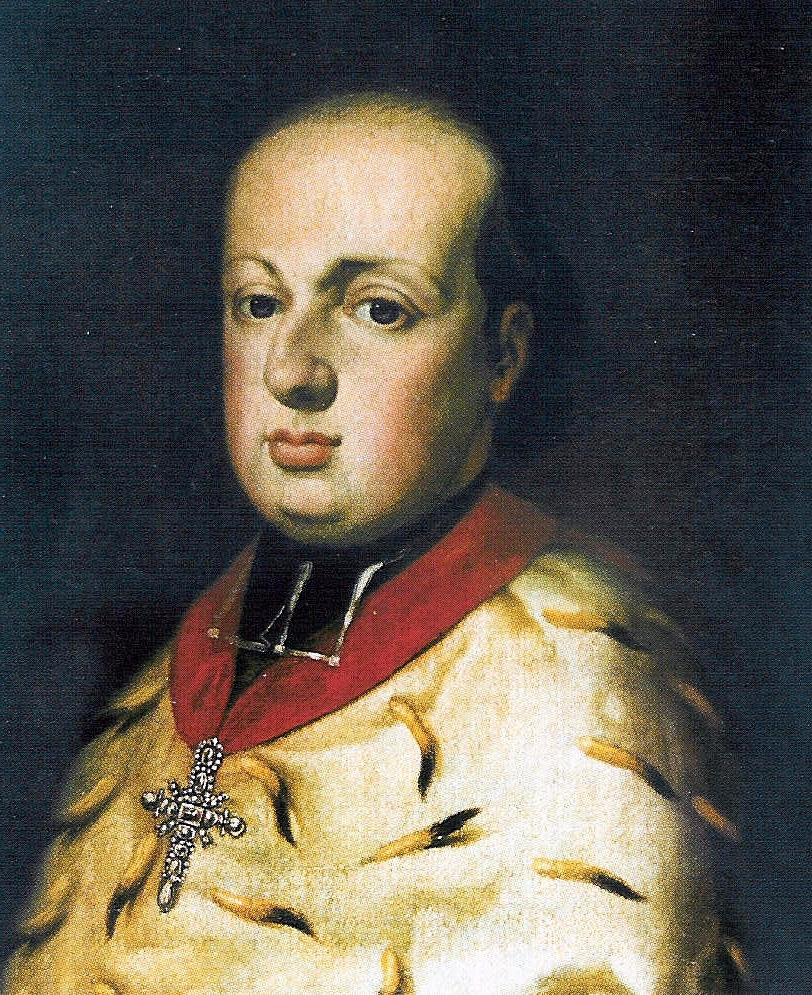
Maximilian Franz

Maximilian Franz hatte 1794 vor den französischen Revolutionstruppen fliehen müssen. Er selbst lebte in der Folgezeit in seiner Funktion als Hochmeister des Deutschen Ordens in Mergentheim. Dagegen siedelten die Kurkölner Behörden, Gerichte und das Domkapitel auf die rechte Rheinseite ins Herzogtum Westfalen über. Denn im Frieden von Lunéville wurden 1801 alle linksrheinischen Gebiete an Frankreich abgetreten.
Verschiedene Länder und Fürsten hatten zum Ausgleich ihrer territorialen Verluste in den linksrheinischen Gebieten Interesse am Herzogtum. Darunter waren Preußen, Hessen-Kassel und Wilhelm IV. von Oranien. Letztlich setzte sich dann die Landgrafschaft Hessen-Darmstadt durch. Ohne die Entscheidung des Reichsdeputationshauptschlusses abzuwarten, okkupierte Hessen-Darmstadt das Herzogtum im Jahr 1802. Die kurfürstlichen Behörden stellten im Oktober des Jahres ihre Arbeit ein. Lediglich das Domkapitel und die kurkölnischen Soldaten erkannten dies erst mit Verzögerung an. Der Reichsdeputationshauptschluss legitimierte diesen Schritt 1803. Die Exklave Volkmarsen fiel nach verschiedenen Zwischenstationen im Jahr 1817 an die Landgrafschaft Hessen-Kassel. Das Herzogtum hatte damals etwa 131.000 Einwohner.

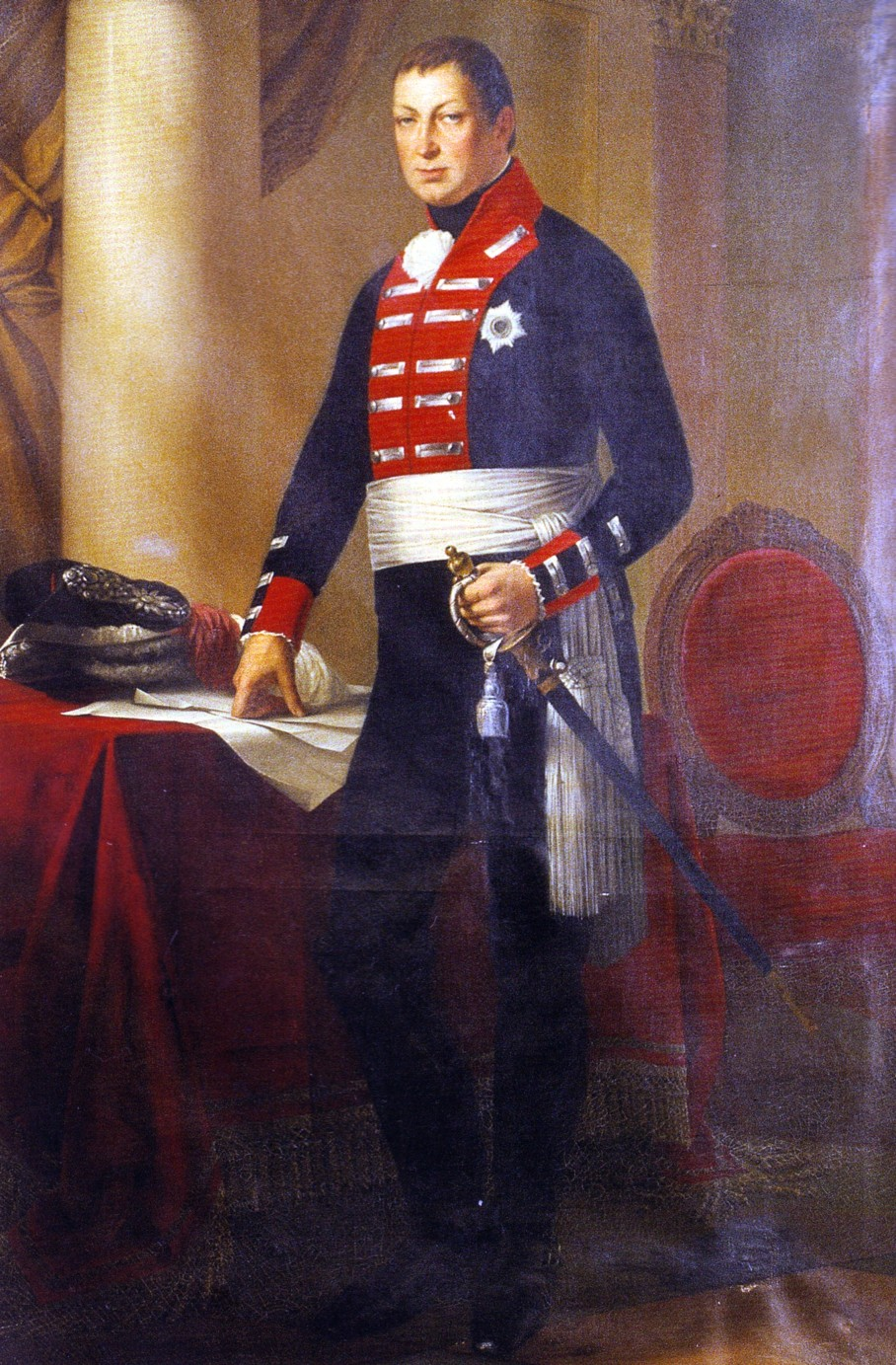
Ludwig X. (seit 1806 Ludewig I.) von Hessen-Darmstadt

Als Provinz „Herzogtum Westfalen“ mit der Hauptstadt Arnsberg wurde das Gebiet dem hessen-darmstädtischen Staat eingegliedert. Seit der Verwaltungsreform vom Oktober 1803 bildete es neben dem Fürstentum Oberhessen und dem Fürstentum Starkenburg einen der drei Teile der Landgrafschaft. In jeder der drei Provinzen wurde eine Regierung, ein Hofgericht und eine Rentkammer (seit 1809 Hofkammer) sowie ein Kirchen- und Schulrat eingerichtet. Zeitweise bestand im Herzogtum Westfalen zusätzlich ein Forstkolleg.
Die meisten der Klöster und Stifte im Herzogtum Westfalen wurden unmittelbar nach der Besitzergreifung säkularisiert. Unklar blieb zunächst die Rolle der Landstände. Auf dem Landtag 1804 bewilligten diese die beantragten Gelder, ohne dass die Privilegien der Stände bestätigt worden wären. Die Abschaffung der Steuerfreiheit für den Adel und die Steuerminderung der Städte durch den Landesherren führte zu Konflikten mit den Ständen. Eine Beschwerde beim Reichshofrat hatte kein Ergebnis, weil dieser mit dem Ende des Alten Reiches seine Arbeit einstellte.
Im Zuge der rheinbündischen Reformen wurden seit 1806 neben Veränderungen der Finanz- und Justizverwaltung im gesamten hessen-darmstädtischen Territorium auch die Landstände und die kommunale Selbstverwaltung aufgehoben. Die rechtlichen Unterschiede zwischen Stadt- und Landgemeinden verschwanden und 1808/1811 wurde die Schultheißen-Verfassung in den Gemeinden eingeführt. Die Schultheißen waren dabei ernannte Beamte des Landesherren. Der Gemeinderat hatte nur beratende Funktion. Das Gebiet wurde in etwa gleich große Ämter eingeteilt.
Auch die Rechte der Zünfte verschwanden. Hinzu kamen die Aufhebung der Eigenbehörigkeit. Die Bauern wurden Eigentümer und das Land war nunmehr unbeschränkt teilbar und vererbbar. Es wurden Anfänge einer Flurbereinigung vorgenommen und Ansätze einer nachhaltigen Forstwirtschaft eingeführt. Zur Förderung der Landwirtschaft wurde eine Landeskulturgesellschaft gegründet. Ein neues Steuersystem umfasste eine Vermögenssteuer sowie eine Gewerbe- und Verbrauchssteuer. Die Hinweise der Arnsberger Regierung über Ungleichheiten bei der Vermögenssteuer führten zur Erstellung eines Katasters. Hinzu kamen Reformen im Bildungs- und Gesundheitswesen.
Die Beteiligung von Hessen-Darmstadt an den Kriegen Napoleons im Rahmen des Rheinbundes führte zu Einquartierungen, steigenden Steuern und der Einführung der Wehrpflicht im Jahr 1804. Im Jahr 1809 verschärfte ein Musterungserlass insbesondere für die ehemals kurkölnischen Gebiete die Strafen für Musterungsunwillige. Die Soldaten aus dem Herzogtum Westfalen gehörten der Brigade „Erbprinz“ unter Johann Georg von Schäffer-Bernstein und der Reservebrigade „Westfalen“ an. Garnisonsstädte waren Arnsberg, Attendorn, Brilon und Werl. Die Hessen-Darmstädtischen Truppen nahmen an vielen militärischen Unternehmungen Napoleons aktiv teil und erlitten dabei hohe Verluste. Von den etwa 5000 Soldaten, die 1812 am Russlandfeldzug beteiligt waren, überlebten nur 30 Offiziere und etwa 300 Mann. Allein aus der Gegend von Olpe fielen 23 Mann. Nach der Völkerschlacht bei Leipzig durchzog Jérôme Bonaparte mit den Resten seiner Truppen die Region. Kurze Zeit später wechselte Großherzog Ludwig I. die Fronten. Einige Tage später zogen Kosaken und preußische Ulanen in Arnsberg ein. Ähnlich wie in Preußen wurde im Rahmen der Befreiungskriege 1813 im Herzogtum Westfalen eine „Freiwillige Jägerkompanie“ unter dem Kommandanten Klemens Maria von Weichs zur Wenne gebildet.
Nach der Abdankung Napoleons I. beschloss der Wiener Kongress (1815), dass das Herzogtum an Preußen fallen sollte. Ein Jahr später, im Jahr 1816, nahm Oberpräsident Ludwig von Vincke das kurkölnische Sauerland für den preußischen König als Teil der Provinz Westfalen mit der Hauptstadt Münster in Besitz. Die alte Residenzstadt Arnsberg wurde zum Sitz eines Regierungspräsidenten und konnte so in veränderter Form ihre Hauptstadtfunktion bewahren.

## Grundstrukturen des Landes

### Bevölkerungsentwicklung
Zwischen der Jahrtausendwende und dem 13. Jahrhundert war im Hellwegbereich und in den Bergregionen die rein vollbäuerliche Siedelzeit beendet. Alle für den Ackerbau günstigen Böden waren vergeben. Es folgte bis ins 14. Jahrhundert eine Rodungsphase, in der neben den Vollbauern die Neusiedlergruppen der Halbspänner und Kötter entstanden. Im Verlauf des 14. Jahrhunderts nahm die Bevölkerung unter dem Einfluss der Pest und der allgemeinen Agrarkrise ab. Ackerflächen und Siedlungen wurden aufgegeben. Ein weiterer relevanter Faktor waren das Fehdewesen und die allgemeine Unsicherheit in einigen Teilen der Region. Teilweise wanderten die Bewohner in die Städte der Region ab. Der Höhepunkt dieser Wüstungsperiode lag im südlichen Sauerland zwischen 1400 und 1450 und damit deutlich später als in anderen Regionen. Im südlichen Sauerland verschwanden etwa 25 % der Siedlungen; im oberen Sauerland waren es etwa ein Drittel. Im Amt Medebach war mehr als die Hälfte der Siedlungsplätze betroffen.
In der frühen Neuzeit, unterbrochen vom Dreißigjährigen Krieg und dem niederländischen Krieg (1672–1675), nahm die Bevölkerung wieder moderat zu. Wüst gefallene Ackerflächen wurden wieder besiedelt, Heideflächen für den Ackerbau nutzbar gemacht und die Viehhaltung ausgeweitet. Diese Entwicklung setzte sich im 18. Jahrhundert fort. In dieser Zeit trug zum Bevölkerungswachstum auch die Ausweitung von Gewerbe und Bergbau bei. Dies ließ die Zahl der Kötter und Beilieger anwachsen. Die Unteilbarkeit der Bauernhöfe und das Anerbenrecht in den meisten Teilen der Region verlangsamten das Entstehen einer agrarischen Unterschicht.
Für die Zeit von Kurfürst Dietrich II. von Moers im 15. Jahrhundert wird eine Einwohnerzahl von 59.000 geschätzt. Im Vest Recklinghausen – ebenfalls Teil des Kölner Kurstaates – waren es 14.500 Personen. Im Erzstift lebten zu dieser Zeit um die 100.000 Menschen.
Gegen Ende des 18. Jahrhunderts schätzte Karl Friedrich von dem Knesebeck die Einwohnerzahl für 1781 auf 107.700. Friedrich Arndts kam für 1802 auf 110.000. Die Historikerin Stephanie Reekers schätzte in den 1960er Jahren die Einwohnerzahl für das Ende des 18. Jahrhunderts auf 120.000. Dies entsprach in etwa den Berechnungen der hessen-darmstädtischen Behörden zu Beginn des 19. Jahrhunderts.
In der Zeit der wachsenden Bevölkerung aber insbesondere seit dem letzten Drittel des 17. Jahrhunderts nahm auch die jüdische Bevölkerung in der Region deutlich zu. Neben den Städten gab es eine nennenswerte Anzahl von Juden in einigen Patrimonialgerichten des Adels. Besonders zahlreich waren sie im Gebiet des späteren Kreises Brilon.

### Regierung und Verwaltung

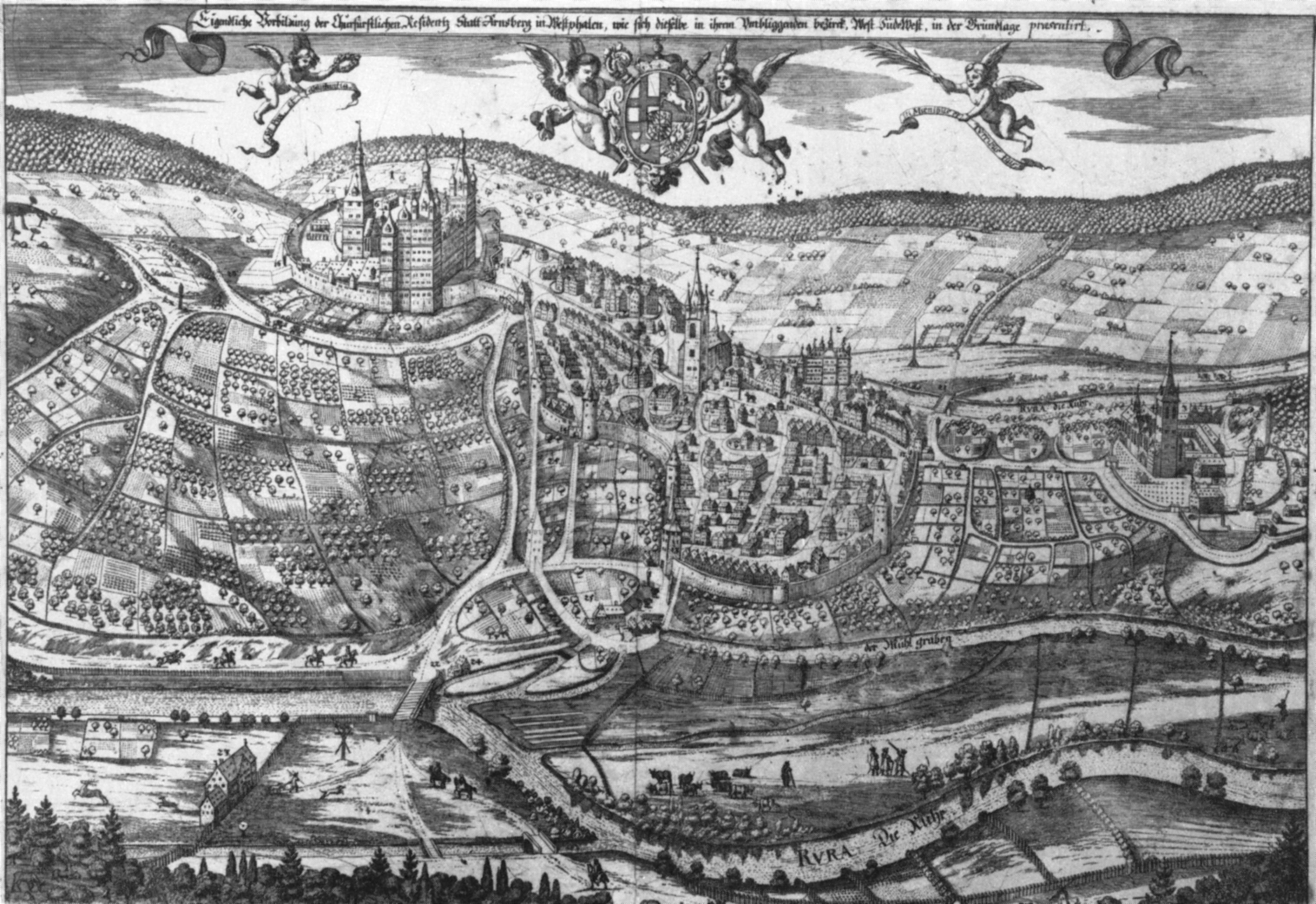
Arnsberg um 1669. Oberhalb der Stadt ist das von Maximilian Heinrich von Bayern grundlegend umgebaute Schloss Arnsberg zu sehen

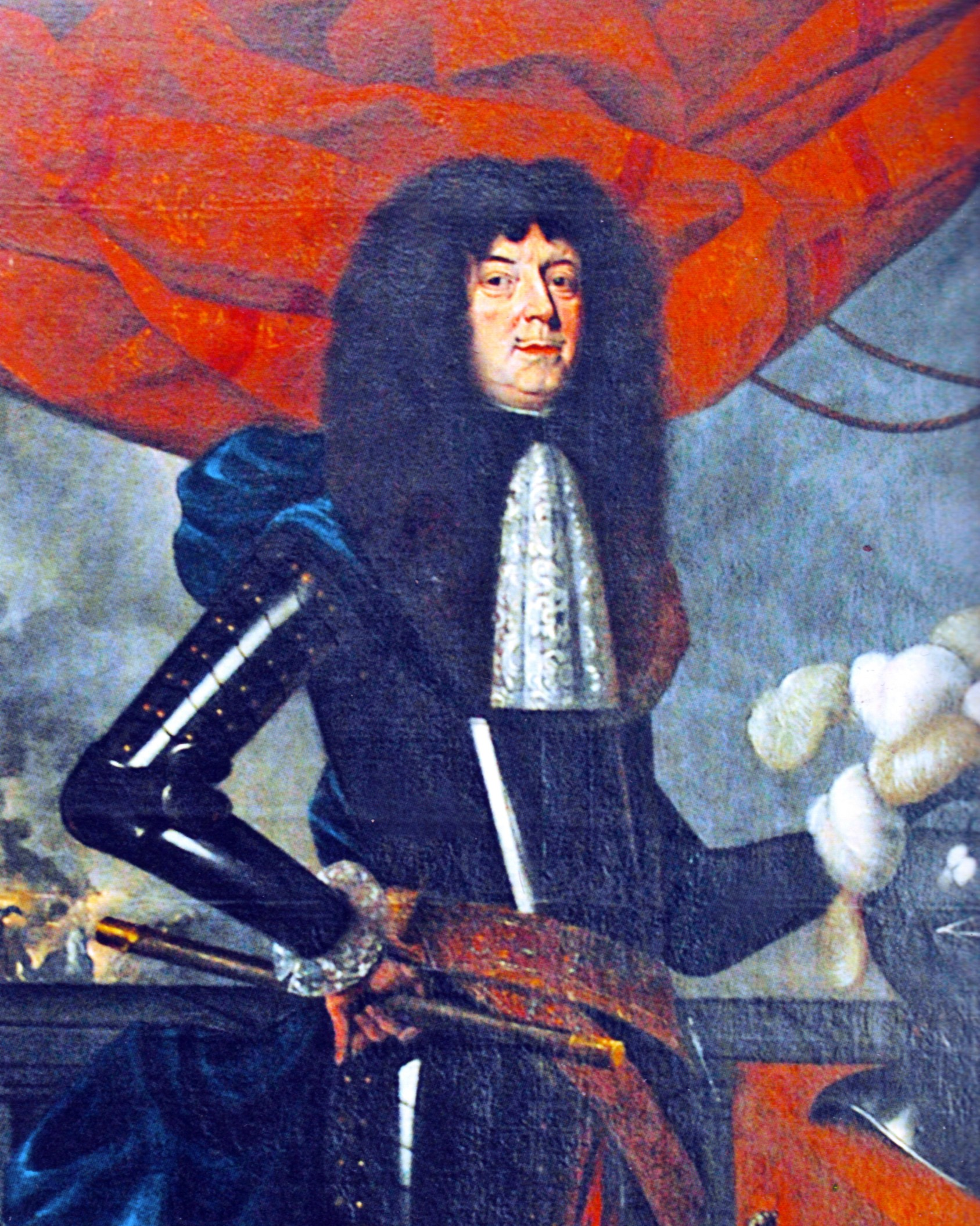
Daniel Dietrich von Landsberg zu Erwitte (1618–1683) General und Landdrost von Westfalen (unbekannter Künstler, Öl auf Leinwand (280 × 200 cm))

Das Herzogtum Westfalen unterstand dem Erzbischof von Köln als Landesherrn, bildete jedoch ein vom Erzstift Köln räumlich getrenntes eigenständiges Territorium, in dem sich die Landstände ein erhebliches Mitspracherecht gegenüber dem geistlichen Landesherrn sichern konnten. Eine vergleichbare Konstellation gab es im süddeutschen Raum mit der Grafschaft Werdenfels, die im Besitz des davon entfernt liegenden Hochstifts Freising war.
Die ehemalige Grafschaft Arnsberg wurde nach deren Erwerb, gelegen in der Mitte des Herzogtums, zu dessen Zentrum. Die Stadt Arnsberg entwickelte sich neben Bonn zu einer der Residenzen des Kurstaates. Im Vergleich mit anderen westfälischen Territorien entwickelte sich – neben Kleve-Mark – eine zentrale Verwaltung relativ früh noch im Spätmittelalter. Die älteren Teile des Landes wurden vom Marschall von Westfalen als Stellvertreter des Erzbischofs im Herzogtum verwaltet. Diese waren meist einheimische Adelige, die das Amt für einige Jahre gepachtet hatten. Sie waren zuständig für die Sicherung des Landfriedens, die Instandhaltung der Befestigungen und der Verwaltung der Einkünfte aus Ämtern und Städten. Der Marschall verwaltete oft in Personalunion die Ämter und Städte der ehemaligen Grafschaft Arnsberg mit. Ab 1430 wurden beide Gebiete zusammen verwaltet und ab 1440 wurde der Marschall durch die Landdrosten abgelöst. Endgültig seit 1482 gab es eine einheitliche Verwaltung. Die westfälische Regierung oder Arnsberger Kanzlei hatte sowohl administrative wie auch judikative Kompetenzen. Die Einrichtung einer eigenen Regierung geht wahrscheinlich auf die Zeit der Erblandesvereinigung von 1463 zurück, die ausdrücklich einen ständigen Rat als Regierungsbehörde vorsah. Während im Erzstift eine solche ständige Einrichtung zwar ebenfalls entstanden war, sich aber angesichts der persönlichen Führung durch den Landesherren nicht halten konnte, bestand sie im Herzogtum bis zum Ende des Alten Reiches. Endgültige Gestalt nahm sie nach der unter Kurfürst Ernst von Bayern erneuerten Erblandesvereinigung von 1590 an. Seither wurde die Regierung als „Landdrost und Räte“ bezeichnet.
Der Landdrost saß dieser Kollegialbehörde vor. Er war sowohl Vertreter des Landesherren als auch dessen höchster Beamter. Der Landdrost und später auch die übrigen Amtsinhaber mussten aus dem Land selbst stammen. Neben der Funktion als kurfürstlicher Statthalter war der Landdrost auch der höchste Repräsentant der Landstände. Er war Direktor der Landstände und Vorsitzender der Ritterkurie.
Neben dem Landdrosten gab es vier juristisch gebildete „gelehrte Räte“ zumeist aus dem Bürgertum. Diese waren für die eigentliche Verwaltungsarbeit zuständig. Hinzu kamen vier adlige Räte als Vertreter der Stände. Darunter gab es verschiedene untergeordnete Beamte und Funktionsträger.
Beamte der Landstände und nicht der Regierung im engeren Sinn waren der Landpfennigmeister, zuständig für das Finanzwesen, und der Landschreiber.
Im 16. Jahrhundert waren Landdrost und Räte eine teilweise ständisch, teilweise landesherrliche Behörde. Diese war gegenüber dem Erzstift relativ unabhängig. Allerdings gab es ständige Versuche der in Bonn residierenden Regierung des Erzstifts, die Kompetenzen der Arnsberger Behörde zu beschneiden. Der Versuch, sie zu einer bloß untergeordneten Instanz zu machen, gelang im 18. Jahrhundert teilweise. Im Jahr 1739 wurde die Arnsberger Regierung dem Hofrat und 1787 auch der Hofkammer in Bonn unterstellt. Das 1786 geschaffene Oberappellationsgericht in Bonn war auch für das Herzogtum Westfalen zuständig.
Neben der oberen Regierungsbehörde gab es weitere Unterbehörden. Dazu zählte die Oberkellerei in Arnsberg mit Unterkellereien in Balve, Anröchte und Bilstein als eine Art kurfürstliche Finanzverwaltung. Das Oberbergamt mit einem Oberberghauptmann als Leiter hatte seinen Sitz in Brilon. In Olpe befand sich ein Unterbergamt. Es hatte dafür zu sorgen, dass an die Regierungskasse der Bergzehnte abgeführt wurde. Es war für die Erteilung von Mutungsrechten, Belehnungen und die Jurisdiktion im gesamten Bereich des Berg-, Hütten- und Hammerwesens zuständig. Mit Blick auf den Waldreichtum war der kölnische Holzförster (holtforste) von Bedeutung. Er verfügte über Personal wie Jäger, Waldförster, Bedienstete, Schreiber, Schweinehirten oder Fischmeister und war für die Verfolgung von Wald- und Jagdfrevel zuständig, war für Abholzung und Neupflanzung der Wälder, für die Organisation der Jagd und die landesherrliche Schweinemast in den Wäldern zuständig. Später gab es das westfälische Forstamt mit Sitz auf Schloss Hirschberg. Neben dem Forstschutz war es zuständig für die Hege des Wildbestandes, zur Beaufsichtigung der Forstbeamten, für die Vorbereitung der Hofjagden sowie für die Versorgung der kurfürstlichen Küche mit Wildbret.

### Landstände
siehe auch Landtag (Herzogtum Westfalen)

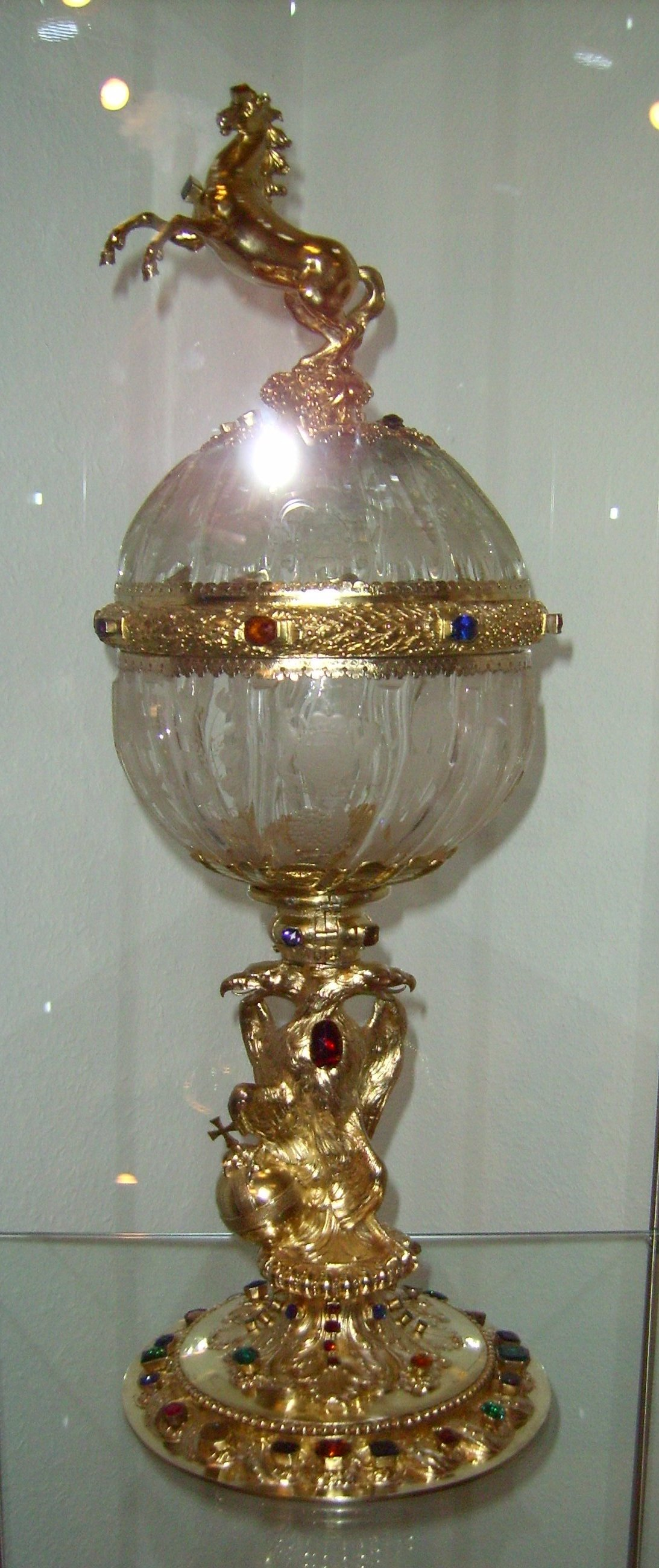
Westfälischer Landständepokal 1667 von Kurfürst Maximilian Heinrich den Ständen geschenkt

Die Mitregierung der Stände wurde durch die Einrichtung von Landtagen institutionalisiert. Es gab in den später zum Herzogtum zusammengefassten Gebieten bereits in der ersten Hälfte des 14. Jahrhunderts erste Ansätze von Landständen. Die Politik zur Zeit Dietrichs II. von Moers führte im 15. Jahrhundert zu einer Zusammenarbeit der Stände, die 1437 in der bereits erwähnten ersten Erblandesvereinigung gipfelte. Vertreten waren 167 Ritter und 16 Städte. Nach dem Tod Dietrichs von Moers kam es 1463 nach dem Vorbild der rheinischen Stände zur zweiten Erblandesvereinigung. Dieses Grundgesetz des Landes wurde 1590 erneuert und blieb bis 1802 in Kraft. Ein Landtag ist seit 1482 belegt, und seit 1583 sind die Protokolle überliefert. Die Tagungen der Landtage im Herzogtum Westfalen fanden alljährlich in Arnsberg statt. Gegliedert war die Versammlung in die Ritter- und in die Städtekurie. Landtagsberechtigt waren daher neben den adeligen Besitzern der landtagsfähigen Güter die Städte und die Freiheiten (Gemeinden mit städtischen oder stadtähnlichen Rechten). Gewisse Rechte hatte auch das Kölner Domkapitel, ohne jedoch vollständiger Landstand zu sein.
Die „Hauptstädte“ Brilon, Rüthen Geseke und Werl entsandten jeweils vier, die übrigen Städte und Freiheiten zwei Deputierte zu den Landtagen. Im 18. Jahrhundert ging die Beteiligung der Städte auch wegen der Kosten deutlich zurück, sodass häufig nur die Vertreter der Hauptstädte teilnahmen. Die Masse der Bevölkerung, die Bauern und Landarmen, waren nicht vertreten.
Das wichtigste Recht war die Steuerbewilligung. Die Steuerverwaltung lag in der Verantwortung der Stände, die dazu den Landpfennigmeister einstellten. Daneben konnte der Landesherr in Form der sogenannten Landtagspropositionen beliebige Fragen auf die Tagesordnung setzen. Auf der anderen Seite konnten die Stände Beschwerden und Vorschläge vorbringen.
Nicht abschließend geregelt war die Beteiligung der Stände an der allgemeinen Landesgesetzgebung. Bereits aus dem Landtagsabschied von 1584 geht hervor, dass der Landesherr die ständische Mitwirkung an der Gesetzgebung für geboten hielt. Aber die Mitwirkung beruhte nicht auf fürstlicher Gnade, sondern auf „guten Gewohnheiten, Freiheiten und Privilegien.“ In der Praxis wurden viele wichtige Gesetze auf dem Landtag beraten und darüber mit entschieden. Landtagsabschlüsse hatten gesetzliche Kraft. Andere Gesetze und Verordnungen wurden vom Landesherren ohne vorherige Zustimmung der Stände erlassen. Dagegen hatten sie ein Protestrecht, das sie auch einsetzten. Über die ursprünglichen Rechte der Erblandesvereinigung hinaus gelang es den Ständen, das Indigenatsrecht zu erweitern.
Anfangs lautete die Bestimmung, dass die Mitglieder des Hofrates aus den Herrschaftsgebieten Kurkölns stammen müssen. Die westfälischen Stände setzten 1662 gegenüber Kurfürst Max Heinrich durch, dass im Herzogtum Westfalen alle Ämter nur Landeingesessen und Anhängern des katholischen Bekenntnisses offenstehen sollten. Für Ausnahmen bedurfte es eines Beschlusses der Stände.
Gegen den Widerstand der meist in Arnsberg tagenden Landständeversammlung scheiterten alle Versuche, einen absolutistischen Staatsaufbau durchzusetzen. Das Herzogtum Westfalen blieb daher im Kern ein nur teilweise in den Kurstaat integrierter Ständestaat. Während die Verfassung des Herzogtums aus absolutistischer Sichtweise gegen Ende des 18. Jahrhunderts als anachronistisch betrachtet wurde, sahen sie liberale Bürger im frühen 19. Jahrhundert als Anknüpfungspunkt für eine künftige liberale Gesellschaft.

### Militär
Der kurkölnische Staat verfügte in der frühen Neuzeit zumindest zeitweise über eigene stehende Truppen. Für den kurkölnischen Landeskriegsdienst wurden auch im Herzogtum Westfalen Werbungen veranstaltet. Dabei wurde 1734 festgelegt, dass niemand gegen seinen Willen angeworben werden dürfe. Diese Bestimmung wurde in der Folge weiter präzisiert. Der Kriegsdienst sollte ein ganz freiwilliger sein. Werbung fremder Landesherren waren verboten, wenn gleichzeitig der Kurfürst Werbungen veranstaltete. Zuweilen wurden andere Werbungen auch zu Gunsten der Kaiserlichen verboten. Weiter eingeschränkt wurde Anwerbungen dadurch, dass fremde Landesherren nur nach einer Genehmigung der Landstände im Herzogtum Soldaten werben durften. Diese Genehmigungen scheinen mit Ausnahmen zu Gunsten der Kaiserlichen nicht erteilt worden sein. Allerdings haben in der Praxis durchaus eigenmächtige Werbungen stattgefunden, wie die häufige Erneuerung des Werbeverbots nahelegt. Es wurden 1738 und 1739 gar Prämien für die Ergreifung fremder Werber ausgelobt. Den Werbern drohte die Todesstrafe. Ähnliche Aktionen gegen Werber gab es auch noch 1763 oder 1778.
Die militärischen Verpflichtungen des Herzogtums für den Kurrheinischen Kreis spielte nur in Kriegszeiten eine gewisse Rolle. Der Kreisbeschluss von 1714 auch in Friedenszeiten Truppen unter Waffen zu halten, wurde nicht umgesetzt. Insgesamt waren die Kriegslasten in Friedenszeiten wenig bedeutend. Die Tilgung der Kriegsschulden, die etwa durch Kontributionen entstanden waren, waren nach den auch für die Bevölkerung teilweise schweren Kriegen allerdings beträchtlich. Aus dem Mittelalter ragten Hand- und Spanndienste, wie sie früher für den Burgenbau benötigt wurden, in die frühe Neuzeit hinein. Diese Dienste wurden durch den Reichstag auf den Bau von landesherrlichen Festungen ausgedehnt. Aber Befestigungsanlagen spielten im Herzogtum zunehmend keine Rolle mehr. Zum letzten Mal 1663 wurden Steuern für die Befestigungen von Arnsberg, Werl und Bilstein erhoben. Belastend für die Bevölkerung waren die Einquartierungen. Finanziell beträchtlich waren teilweise die Kosten für die Reichskriege. Die finanziellen Lasten wurden in der Regel durch Steuern abgedeckt. Eine regelmäßige Dienstpflicht gab es nicht.
Nur in Ausnahmefällen wurden Bewohner des Landes zum Kriegsdienst herangezogen. Dies war etwa im Rahmen des Reichskrieges 1794 der Fall. Kurköln konnte die geforderten hohen Kontingenten mit den vorhandenen Truppen nicht stellen. Daher wurden im Kurstaat wie im Herzogtum Soldaten ausgehoben. Dabei sollten nur Männer verpflichtet werden, die nicht beim Ackerbau und zur Nahrungsmittelproduktion benötigt wurden. Es gab daneben weitere Ausnahmen wie Beamte, Juristen, Ärzte, Geistliche, Studenten, Berg- und Hüttenleute und weitere Berufsgruppen. Den Eingezogenen wurde versprochen nur im Landesinneren eingesetzt zu werden. Durch das Los wurden in jedem Amt eine bestimmte Anzahl Rekruten bestimmt. Ihre Dienstpflicht sollte mit dem Ende des Reichskrieges enden. Die Ausgelosten konnten an ihrer Stelle Ersatzleute stellen.

### Kirchenorganisation
Seit der Christianisierung gehörte der größte Teil des Herzogtums zur Erzdiözese Köln. Ausnahme waren Volkmarsen, Marsberg, das Kloster Bredelar und die Pfarreien Alme und Thülen. Diese gehörten zum Bistum Paderborn. Im Jahr 1733 kamen die Pfarreien Alme und Thülen sowie die Abtei Bredelar mit den zugehörigen Orten zur Erzdiöseze Köln.

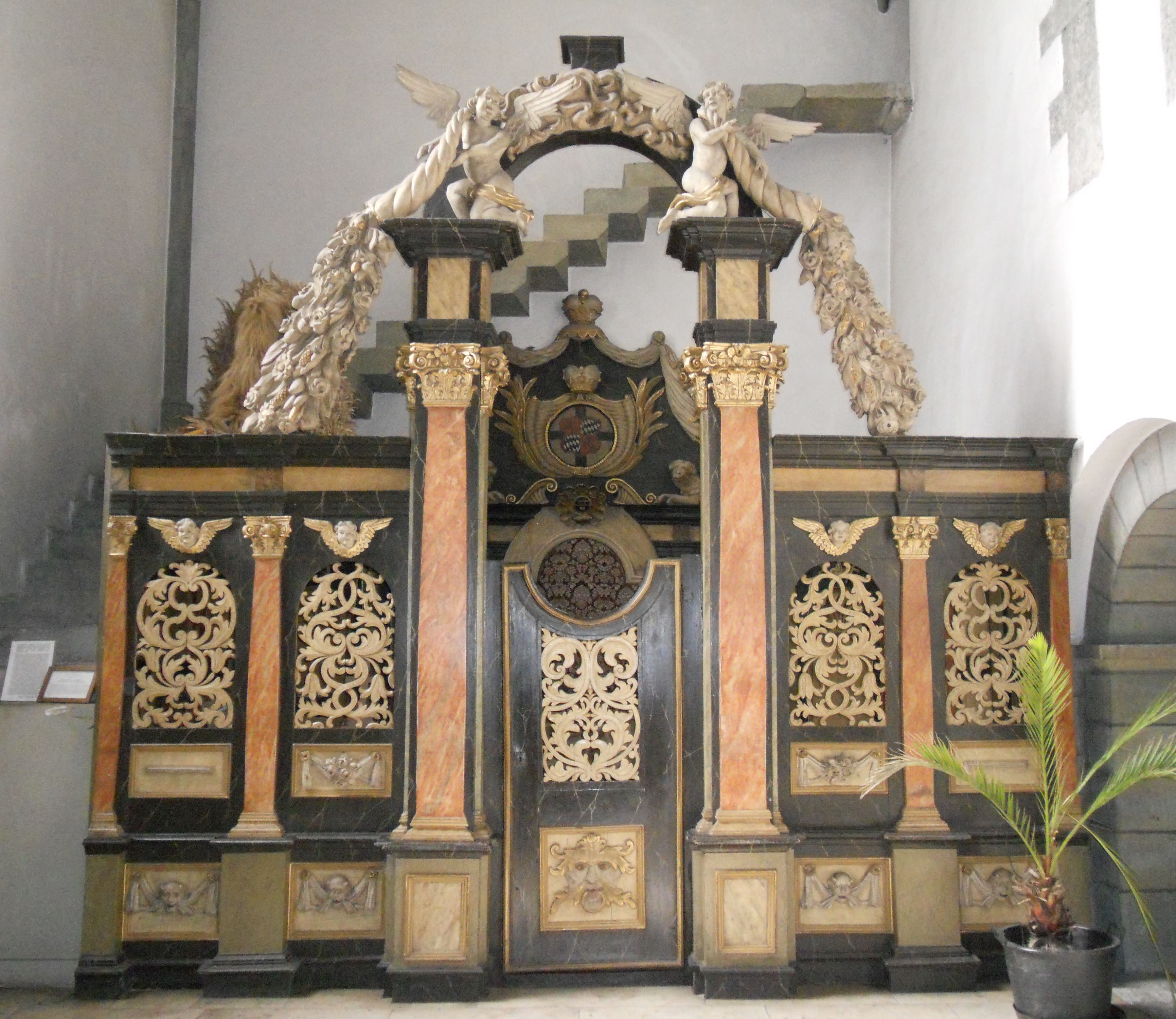
Gerichtsstuhl des Offizialatgericht in der Propsteikirche St. Walburga in Werl im geschlossenen Zustand

In Werl bestand mit dem Offizialatgericht ein geistliches Gericht. Dieses war zunächst in Arnsberg angesiedelt, wurde dann nach Soest verlegt, ehe es nach der Soester Fehde in Werl ansässig war. Es gab insbesondere im 18. Jahrhundert Kompetenzstreitigkeiten zwischen den geistlichen und weltlichen Gerichten. Dabei konnten sich zumeist die weltlichen Gerichte durchsetzen. So fiel Ehebruch seit 1788 in die Zuständigkeit der weltlichen Gerichte.
Seit dem Mittelalter war das Gebiet in Archidiakonate eingeteilt. Die Archidiakone hatten zeitweise erhebliche Befugnisse. Diese gingen im Lauf der frühen Neuzeit aber zurück. Zum Archidiakonat des Kölner Dompropstes gehörten neben rheinischen Gebieten auch die Dekanate Attendorn, Medebach, Meschede und Wormbach. Der Vorsteher des Klosters Wedinghausen stand einem eigenen kleinen Archidiakonat vor.
Nachdem sich die Gegenreformation durchgesetzt hatte, war das Herzogtum ein katholisches Territorium. Protestantische Gemeinden existierten nicht mehr. An der Grenze konnten sich in der Freigrafschaft Düdinghausen noch vergleichsweise lange Reste des Protestantismus halten. Dort gab es 1663 noch zwölf Protestanten. Der letzte starb 1760. Einzelpersonen evangelischen Glaubens bedurften zur Ansiedlung einer Erlaubnis des Landesherren.
Eine Grundlage für die Ordnung des Kirchenwesens war die 1614 in Arnsberg veröffentlichte Kirchenordnung. 1629 wurde diese zu einem General Rezess erweitert. Seit Erzbischof Ferdinand von Bayern wurden Kommissare nicht zuletzt für die Abhaltung von Visitationen eingesetzt. Die Dekanate Medebach, Meschede und Wormbach bildeten das Kommissariat Süderland. Dazu gehörten schließlich auch die Dekanate Brilon und Attendorn. In Attendorn und in Brilon amtierte später jeweils ein bischöflicher Kommissar. Diese hatten auch die Aufgabe die Bewohner der Klöster zu beaufsichtigen. Im Norden bestand das Haarkommissariat. Dazu gehörten auch einige Pfarreien des Dekanats Attendorn in der Gegend um Neheim. Unterstellt waren die Kommissariate dem Generalvikar in Köln.
Unmittelbar vor dem Ende des Herzogtums gab es die Dekanate Attendorn, Medebach, Meschede, Brilon und Wormbach. Hinzu kam der Haar-Distrikt. Insgesamt gab es 118 Pfarreien. Darunter gehörten sechs keinem der genannten Dekanatsverbände an. Dazu zählten Wedinghausen, die Pfarrei Römershagen, die zum Dekanat Siegburg gehörte und die paderborner Pfarreien Volkmarsen, Nieder- und Obermarsberg. Das Dekanat Meschede umfasste 26 Pfarreien, zum Dekanat Attendorn gehörten 20 Pfarreien. Der Haardistrikt war der katholisch gebliebene Teil des im protestantischen Soest gelegenen Dekanats. Zum Haardistrikt gehörten 37 Pfarreien. Das Dekanat Medebach hatte elf Pfarreien. Im Dekanat Wormbach lagen zwölf Pfarreien und zum Dekanat Brilon gehörten neun Pfarreien.
Der Erzbischof selbst hatte am Ende das Patronatsrecht über 27 Pfarreien. Auch die Klöster der Region vergaben Pfarrstellen oder besetzten diese mit eigenen Mönchen und Chorherren. So besetzte Wedinghausen die Pfarreien Arnsberg. Werl und Hüsten. Das Kloster Grafschaft besetzte Altenrüthen, Attendorn, Belecke, Berghausen, Brunskappel, Kallenhardt, Effeln, Fredeburg, Grafschaft, Langenstraße. Lenne, Rarbach, Schmallenberg, Velmede, Warstein und Wormbach. Die Abtei Bredelar besetzte Bontkirchen und Giershagen. Das Kloster Glindfeld besetzte Winterberg, Medebach und Düdinghausen. Auch die Stifte Geseke und Meschede, die Klöster Benninghausen und Drolshagen oder die Deutschordenskommende in Mülheim vergab Pfarrstellen. Ebenso hatten einige auswärtige geistliche Korporationen Besetzungsrechte. Dies galt insbesondere für das Soester St. Patroklistift mit zehn Pfarrstellen. Auch das Kloster Corvey und der Bischof von Paderborn hatten einige Besetzungsrechte. Die übrigen 41 Pfarreien waren kommunale oder adelige Patronate. Hinzu kamen 90 Kaplan oder Vikariatsstellen.
Abgesehen von dem Kollegiatstift in Meschede bestand die Weltgeistlichkeit aus Pfarrern und Benefizianten. Die Inhaber einiger Pfarrstellen gaben nicht selten Anlass zur Klage nachlässig ihren Verpflichtungen nach zu kommen. Oftmals waren die Pfarrstellen finanziell nur schlecht fundiert und die flächenmäßig große Ausdehnung der Pfarreien erschwerten die Seelsorge zusätzlich. Einige Pfarrer sahen sich gezwungen etwa durch Handel, Gewerbe oder Rechtsberatung ihren Lebensunterhalt zu sichern. Gegen diesen Nebenerwerb erließen Landesherr und geistliches Gericht hohe Strafdrohungen. Auch Jagd- und Fischereifrevel durch Geistliche kam als Folge der schlechten materiellen Lage nicht selten vor.
Für ein Land dieser Größe war die Zahl von über zwanzig monastischen Gemeinschaften recht groß. Die Zahl der weiblichen und männlichen Klosterinsassen betrug 1784 210 Personen. Der Landdrost von Spiegel errechnete als Argumentationshilfe für eine Säkularisation der meisten Einrichtungen Kosten von 52.500 Reichstalern. Neben den einheimischen Mönchen, Chorherren und Nonnen durchzogen auswärtige Bettelmönche das Land. Das Betteln durch auswärtige Mönche wurde 1770 durch den Landesherren untersagt. Die meisten Klöster ruhten auf ausreichenden materiellen Grundlagen. Der Schulbildung widmeten sich die Klöster in Arnsberg und Geseke. Auch viele Pfarrstellen waren mit der Verpflichtung zur Abhaltung von Schulunterricht verbunden. Nach der Gründung der Schulkommission mussten die zukünftigen Pfarrer ihre Eignung für den Unterricht nachweisen. Unter Maximilian Franz wurden allgemeine Prüfungen für Anwärter von Pfarrstellen eingeführt.

### Gliederung des Landes
siehe auch Amtsverfassung im Herzogtum Westfalen, Verwaltungseinheiten im Herzogtum Westfalen

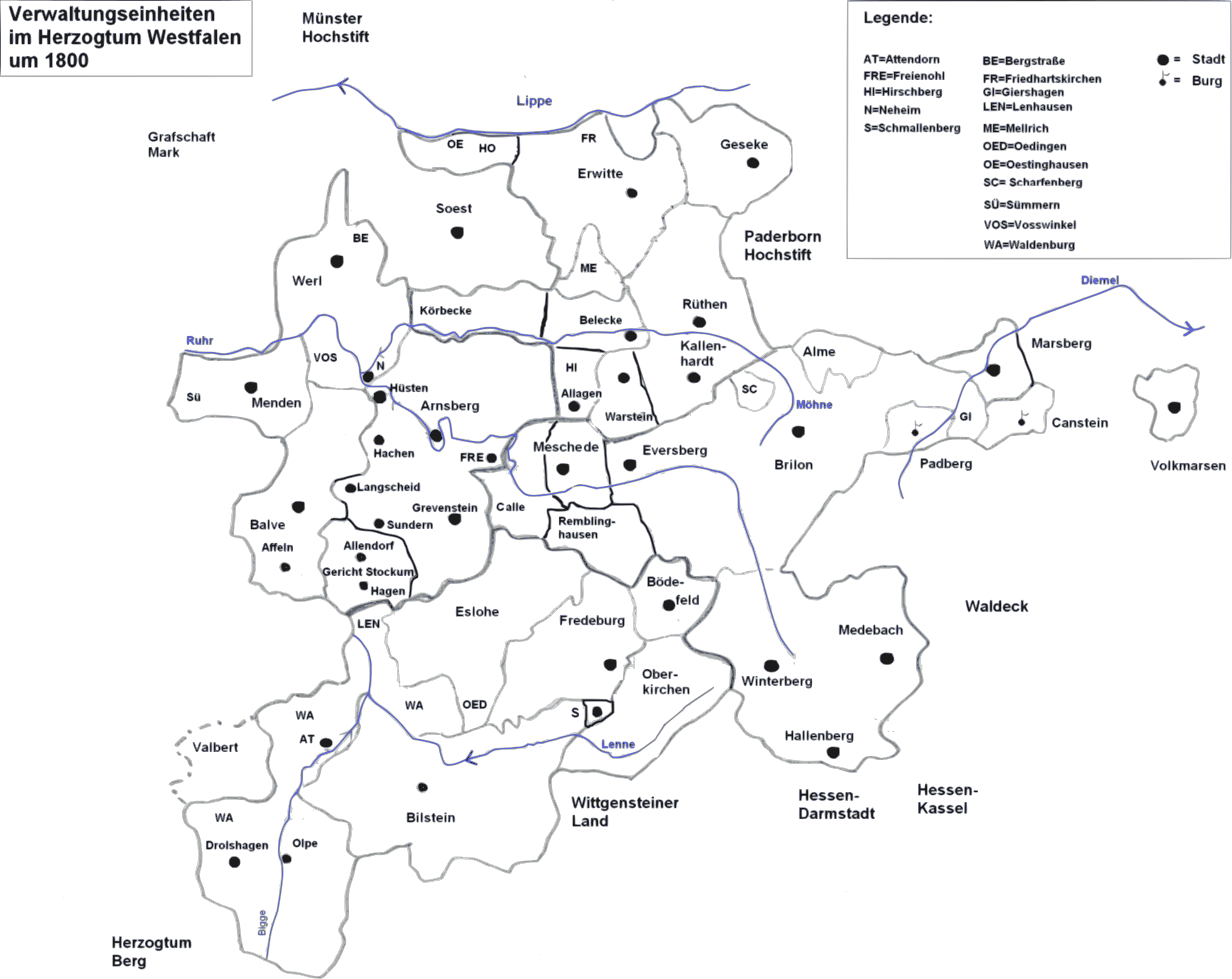
Herzogtum Westfalen um 1800

Unterteilt war das Herzogtum zunächst in die vier Quartale Brilon, Rüthen, Bilstein und Werl. Die Städte Brilon, Rüthen und Werl waren zugleich so genannte Hauptstädte – eine weitere war Geseke. Diese Hauptstädte spielten in der Städtekurie des Landtages eine führende Rolle. Am Ende des 18. Jahrhunderts gab es 25 Städte. Dies waren Brilon, Rüthen, Geseke, Werl, Attendorn, Arnsberg, Menden, Olpe, Marsberg, Volkmarsen, Medebach, Warstein, Kallenhardt, Belecke, Drolshagen, Neheim, Hallenberg, Schmallenberg, Winterberg, Eversberg, Allendorf, Grevenstein, Hirschberg, Balve und Fredeburg. Freiheiten, das heißt Minderstädte, waren: Meschede, Sundern, Hagen bei Sundern, Hüsten, Freienohl, Affeln, Bödefeld, Hachen, Langscheid, Bilstein und die Bergfreiheit Silbach.
Untergliedert waren die Quartale außerhalb der Städte und Freiheiten vor allem durch die Ämter. In diesen Bereichen nahm ein Beauftragter des Landesherren (Drost, Amtmann oder Schulte genannt) in dessen Vertretung administrative, judikative sowie militärische Aufgaben wahr. Anders als im eigentlichen Erzstift wurden die Amtmänner nicht vom Kurfürsten, sondern vom Marschall für Westfalen und später vom Landdrosten eingesetzt. Die Amtsbereiche orientierten sich vielfach an den älteren Bereichen der Gogerichte. Teilweise wurde die Verwaltungseinheiten weiterhin als Gogericht bezeichnet.
Nicht in den Zuständigkeitsbereich der Ämter fielen teilweise die Grundherrschaften. In einigen Bereichen bestanden etwa 14 Patrimonialgerichte fort, denen größtenteils Adelsmitglieder vorsaßen. Das Gericht in Giershagen gehörte zum Kloster Bredelar und das in Sümmern unterstand dem Kölner Domkapitel.
In Hinblick auf die kirchliche Organisation gab es für die westfälischen Teile des Kölner Erzbistums ein eigenes Offizialatgericht. Es war geistliches Gericht, hatte aber überwiegend weltliche Zuständigkeiten. Diese wurde im 15. Jahrhundert zunächst mit Sitz in Arnsberg eingerichtet. Kurze Zeit später wurde es nach Soest verlegt. Dort blieb es bis kurz vor der Soester Fehde, um danach zunächst wieder nach Arnsberg verlegt zu werden, ehe es zwischen 1478 und 1483 nach Werl kam. Der Offizialats-Gerichtsstuhl aus dem 18. Jahrhundert existiert noch heute in der Propsteikirche St. Walburga in Werl. Der größte Teil des Herzogtums unterstand ursprünglich dem Archidiakonat des Kölner Dompropstes und dem Propst von Soest. Gegen Ende des 18. Jahrhunderts war der südliche Teil in fünf Dekanate eingeteilt (Attendorn, Brilon, Medebach, Meschede und Wormbach). Sie bildeten zusammen das Kommissariat Sauerland. Nördlich daran schloss sich das Kommissariat Haar-Distrikt an, das im Wesentlichen das Archidiakonat Soest umfasste. Außerhalb der Dekanatsstruktur stand die vom Kloster Wedinghausen betreute Pfarrei Arnsberg. Der Abt verfügte für seinen Bereich über eigene Rechte als Archidiakon. Ebenso außerhalb dieser Dekanate stand die Pfarrei Römershagen, die zum Dekanat Siegburg gehörte, sowie die Pfarreien Volkmarsen und Marsberg, die dem Bistum Paderborn unterstanden.

### Landwirtschaft
Die landwirtschaftliche Bevölkerung machte etwa 90 % der Gesamteinwohner aus. Die mittelalterliche Villikationsverfassung begann sich im 13. Jahrhundert in der Region allmählich aufzulösen. Die Frondienste der Bauern wurden durch Zinszahlungen abgelöst. In Hinblick auf die persönliche Rechtsstellung konnten sich im Vergleich mit dem westfälischen Flachland zahlreiche persönlich freie Bauern halten. Für die Zeit am Ende des alten Reiches gibt es Schätzungen, die von einem Anteil von 83 % ausgehen. Allerdings waren die meisten von ihnen von Grundherren abhängig. Daneben gab es einen Anteil unfreier Eigenbehöriger. Am Ende des alten Reiches zählte man noch 490 Leibeigentumsgüter, insbesondere in der Hellwegregion.
In Hinblick auf das Recht von Bauern und Grundherren am Boden gab es verschiedene Formen. Es gab freie Güter als Erbzins- oder Erbgüter, eigenbehörige Kolonate mit besitz- und personenrechtlichen Abhängigkeiten vom Grundherren, Kolonate als Pachtgüter als nur besitzrechtlich abhängige Höfe sowie die erwähnten Leibeigentumsgüter. Freie Güter, Erb- und Pachthöfe waren vergleichsweise zahlreich. Günstig war die Situation der so genannten freien Vogtsgüter als Reste alter Villifikationen. Die größte Gruppe bildeten die Kolonate als Pachtbesitz. Auch diese waren meist persönlich frei, zahlten eine gewisse Pachtsumme und verfügten über das dingliche und vererbbare Nutzungsrecht an den Höfen.
Die Güter waren im Prinzip unteilbar. Allerdings begannen die Landesherren ab dem 15. Jahrhundert, diesen Grundsatz aufzuweichen. Trotz des Anerbenrechts traten neben die Vollbauern mit der Zeit durch Teilung kleiner Besitzungen sogenannte Halbspänner oder gar Viertelspänner. Bereits im Spätmittelalter entstanden die Erbkötter als kleinbäuerliche Gruppe. Diese verfügten über einen zum Leben ausreichenden Grundbesitz, waren vollberechtigte Mitglieder der Bauernschaft und besaßen Nutzungsrechte in den Marken. Daneben gab es die mit keinem oder geringen Gemeinheitsrechten ausgestatteten Brinksitzer sowie weitgehend besitzlose Beilieger. Für den späteren Kreis Meschede wird geschätzt, dass 18 % aller landwirtschaftlich Tätigen Vollbauern, 19,7 % Halbbauern, 9,5 % Viertelbauern, 19,7 % Kötter und 33,1 % Brinksitzer waren.

### Gewerbliche Wirtschaft und Bergbau
siehe auch Bergbau im Sauerland, Sauerländer Wanderhändler, Bergamt des Herzogtums Westfalen

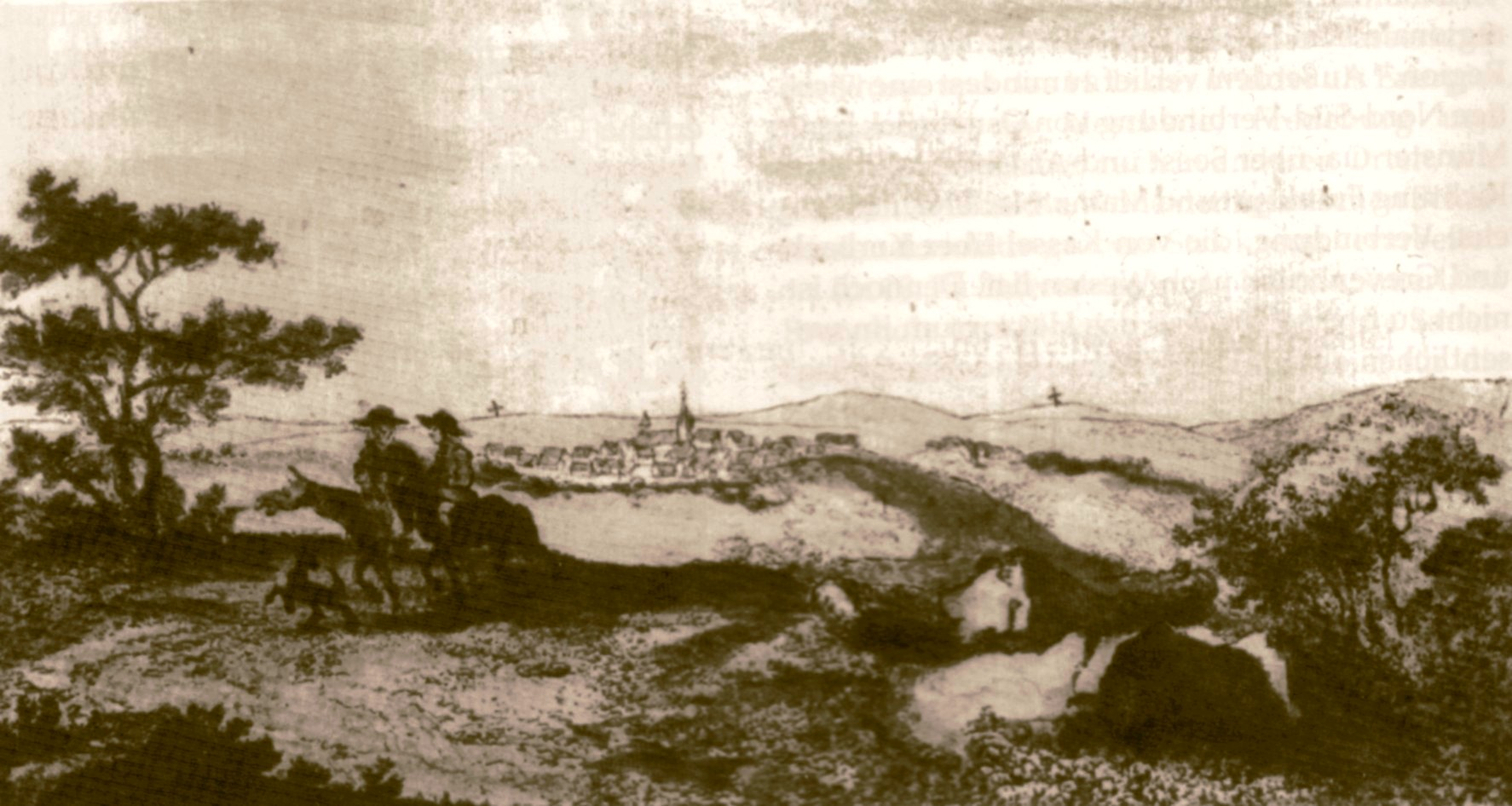
Winterberg um 1800. Die Abbildung zeigt, nach der Abholzung der Wälder insbesondere für die Köhlerei, eine heideartige Landschaft

Der Verlust der Stadt Soest mit seinem Umland war nicht nur politisch ein schwerer Schlag für den Kurstaat. Dieses fruchtbare Gebiet war auch für die Versorgung des gebirgigen Teils des Herzogtums von entscheidender Bedeutung. Außerdem verlor das kurkölnische Sauerland damit seinen wichtigsten Markt für gewerbliche und sonstige Produkte. Mit dem Ausscheiden von Soest rissen wirtschaftliche Verbindungen zum Ausland und zur Hanse ab. Sieht man von der Montanwirtschaft ab, die in einigen Teilen der Region während der frühen Neuzeit von Bedeutung war, konzentrierten sich die Sauerländer Städte nach 1450 vor allem auf den Binnenmarkt und die Nahversorgung. Einige Historiker argumentieren schlüssig, dass diese Niederlage die wirtschaftliche Entwicklung im Rest des Herzogtums erheblich geschwächt habe. Diese wäre dann einer der Gründe für die relative wirtschaftliche Rückständigkeit gegenüber dem Siegerland und der Grafschaft Mark. Allerdings bemühten sich die Kurfürsten insbesondere im 16. und 17. Jahrhundert um die Förderung des Montanwesens etwa durch den Erlass von Bergordnungen. Insbesondere die letzte Ordnung von 1669 war eindeutig von merkantilistischem Geist geprägt. Ähnliches mag für den Industriezweig der Maurer, Steinmetze und Steinhauer gelten, welche erst 1683, auf eigenes Bitten, eine geeignete Zunftordnung erhielten, wie Ulrich Grun nachgewiesen hat; in deren Präambel heißt es denn auch erklärend: „Von Gottes Gnaden WIR, Maximilian Heinrich, Erzbischof zu Köln, Erzkanzler des Hl. Römischen Reichs […] tun kund und hiermit allen zu wissen: Demnach geben UNS sämtliche Maurer, Steinmetze und Steinhauer unseres Herzogtums Westfalen in Untertänigkeit klagend zu erkennen, daß dieselben und ihre Handwerksgesellen und ihre Lehrjungen an anderen Orten nicht für redlich und tüchtig genug erkannt noch geduldet werden. Es sei denn, daß sie sich daselbst in die Zünfte einkaufen und sich nach deren Statuten in allen Dingen richten. Da jedoch unsere o.g. Untertanen andere in solchem Handwerk Bewanderte, aus welchem Ort des Hl. Römischen Reichs selbige auch herkommen und gebürtig seien, bei sich für gut und redlich annehmen und dulden […], sie selbst aber mit großen Ungelegenheiten und Kosten entweder nach Kassel, Frankfurt oder Würzburg und dergleichen Plätzen reisen und daselbst willkürliches Recht holen oder auch mit ungebührlichen Strafen sich belegen lassen müssen, daher wollen wir gnädigst geruhen, dieselben mit einer gleichartigen Zunftgerechtigkeit zu versehen wie in den genannten benachbarten Städten.“
Manche auswärtige Reisende behaupteten um 1800, dass die urtümliche Verfassung das Wirtschaftsleben behindere. Tatsächlich war die wirtschaftliche Lage im Herzogtum Westfalen im Vergleich mit dem protoindustriellen Aufschwung in der Grafschaft Mark zurückgeblieben. Weite Teile der landwirtschaftlich wenig ergiebigen Region waren gewerblich nur gering entwickelt. Daran änderte auch die Gründung der Industrieschulen nur wenig. Die große Zahl von Wanderhändlern vor allem in den höher gelegenen Regionen zeigt neben fehlenden lokalen Erwerbsmöglichkeiten eine ausgeprägte Mobilität der Bewohner. Daneben gab es ganz beachtliche überwiegend eisenindustrielle Verdichtungsgebiete. Die Fertigwarenherstellung war – abgesehen von heimgewerblichen Nagelschmieden in einigen Orten – wenig ausgeprägt. Bedeutender war die Erzförderung im gesamten Landesgebiet (vor allem Eisen, aber auch Gold, Silber, Blei, Zink, Antimon und Kupfer), was lange Zeit übersehen wurde. Die Herstellung von Schmiedeeisen in Hammerwerken und Halbfertigwaren war vor allem im südlichen Herzogtum verbreitet. Von Bedeutung waren zum Beispiel an der Grenze zur Grafschaft Mark die Eisen- und Metallförderung und -verarbeitung bei Balve („Luisenhütte“). Hinzu kamen Gebiete um Sundern, Warstein (die spätere St. Wilhelmshütte), Brilon, Marsberg und Schmallenberg. Ein gewerbliches Zentrum des Herzogtums lag in der Gegend von Olpe. Dort konzentrierte sich vor allem die Herstellung von Blechen. Gemeinsam war den meisten dieser Produktionsstätten, dass sie für den Bedarf der nahegelegenen bergischen und märkischen Fertigwarenindustrie arbeiteten.